# Joan Carles I d'Espanya
Joan Carles Alfons Víctor Maria de Borbó i Borbó-Dues Sicílies (Roma, 5 de gener de 1938) fou rei d'Espanya sota el nom de Joan Carles I entre el 22 de novembre de 1975 i el 19 de juny de 2014, data de la seva abdicació i de l'accés com a cap d'Estat del seu fill Felip VI. Ostenta de manera vitalícia el títol de rei i és capità general de les Forces Armades a la reserva, encara que no exerceix funcions constitucionals sinó només protocol·làries com a membre de la Família Reial. El juny de 2019, cinc anys després de la seva abdicació, va anunciar la seva retirada definitiva de la vida pública i institucional.
Joan Carles és el net d'Alfons XIII, l'últim rei d'Espanya abans de l'abolició de la monarquia el 1931 i la posterior declaració de la Segona República espanyola. Joan Carles va néixer a Roma durant l'exili de la seva família. El Generalísimo Francisco Franco es va fer càrrec del govern d'Espanya després de la seva victòria a la Guerra Civil espanyola el 1939; així i tot, el 1947 es va afirmar la condició d'Espanya com a monarquia i es va aprovar una llei que permetia a Franco triar el seu successor. El pare de Joan Carles, Joan de Borbó i Battenberg, era el tercer fill del rei Alfons i va renunciar a les seves reivindicacions al tron el gener de 1941. Franco veia Joan de Borbó com a massa liberal, i el 1969 va decidir que Joan Carles fos el seu successor com a cap d'Estat. Va exercir funcions interines com a cap d'Estat durant la malaltia de Franco.
Joan Carles va ser proclamat cap d'Estat el 22 de novembre de 1975, després de la mort de Francisco Franco, d'acord amb la Llei de Successió del Cap d'Estat de 1947 i la Llei de 22 de juliol de 1969. S'esperava que Joan Carles continués el llegat franquista, però poc després de la seva proclamació va introduir reformes per desmantellar el règim franquista i iniciar la transició espanyola cap a la democràcia. Això va provocar l'aprovació de la Constitució espanyola de 1978, ratificada per referèndum popular el 6 de desembre de 1978 i promulgada el 27 de desembre del mateix any, que va restablir una monarquia constitucional. La Constitució espanyola reconeix expressament a Joan Carles com a «Rei d'Espanya i legítim hereu de la dinastia històrica de Borbó». La Constitució confereix a la seva dignitat el rang de símbol de la unitat nacional i cap de l'Estat.
El paper de rei en la Transició espanyola i la seva intervenció durant l'intent de cop d'Estat del 1981, el seu suport a la unitat europea i la seva contribució a l'hora d'estrènyer relacions diplomàtiques han estat objecte de diversos homenatges, reconeixements, premis i guardons internacionals. Sobre el seu paper durant els primers anys del seu regnat, la revista Time publicaria que el rei Joan Carles va sorgir «com un dels herois més sorprenents i inspiradors de la llibertat del segle xx, al desafiar un intent de cop militar que pretenia subvertir la jove democràcia postfranquista d'Espanya». El 2008, va ser considerat el líder més popular de tota Iberoamèrica.
La seva imatge davant els mitjans de comunicació i davant l'opinió pública va començar a deteriorar-se arran del cas Nóos, un judici per corrupció que implicava directament a una de les seves filles, la infanta Cristina, i que culminaria amb l'ingrés a presó de l'espòs d'aquesta, Iñaki Urdangarín. Després, el 2012, el monarca va patir un accident a Botswana pel qual va haver de ser evacuat a Espanya; per aquest contratemps es va saber que el rei havia viatjat a país africà per a participar en una cacera d'elefants patrocinada per influents homes de negocis saudites i organitzada per la seva llavors amant Corinna zu Sayn-Wittgenstein, més coneguda com a Corinna Larsen.
El juny de 2014 va abdicar en el seu fill Felip, que va pujar al tron com Felip VI d'Espanya. Es va decretar, però, que Joan Carles conservés de manera vitalícia i honorífica el títol de rei, el tractament de majestat i honors anàlegs als de l'hereu de la Corona. Cinc anys després, el 2019, va comunicar que abandonava definitivament la vida institucional, i un any més tard, a causa de les creixents sospites de corrupció, va ser privat pel seu fill Felip VI de l'assignació pressupostària que percebia de la Casa Reial.
El 3 d'agost de 2020, la Casa Reial espanyola va anunciar la seva sortida del país, després d'enviar una carta al seu fill en què justificava la seva decisió arran de la repercussió pública de «certs esdeveniments passats» de la seva vida privada, relacionats amb les investigacions dutes a terme per la justícia suïssa i posteriorment espanyola per presumptes casos de corrupció i enriquiment il·lícit gràcies als suposats vincles amb empreses de l'Aràbia Saudita. Encara no dos anys després d'haver fugit, Joan Carles I va tornar a Espanya en un «viatge personal» del seu exili a Abu Dhabi. Diversos mitjans van assegurar que el rei emèrit s'hostatjaria a la casa de Sanxenxo del seu amic regatista Pedro Campos, abans de viatjar a Madrid per a reunir-se amb el seu fill Felip VI, i després tornar a Abu Dhabi.

## Biografia

### Joventut
Batejat com Juan Carlos Alfonso Víctor María de Borbón y Borbón-Dos Sicilias, és net per via paterna d'Alfons XIII, fill del matrimoni hagut entre Joan de Borbó i Battenberg, comte de Barcelona, i de Maria Mercè de Borbó-Dues Sicílies i Orleans.
Juanito, com l'anomenen els seus més pròxims per diferenciar-lo del seu pare, Joan de Borbó, va néixer, com es desprèn d'un comunicat de la Casa Reial espanyola, en un apartament de l'edifici situat al número 122 del viale dei Parioli de Roma (Itàlia), ciutat on vivien els seus pares durant l'exili de la Família Reial, absent d'Espanya des de la proclamació de la Segona República espanyola el 1931. Va ser batejat el 26 de gener de 1938 a la capella de Palau Magistral de l'Ordre de Malta de Roma pel cardenal secretari d'Estat de la Santa Seu, monsenyor Eugenio Pacelli, futur papa Pius XII. La seva àvia paterna, la reina Victòria Eugènia, va ser la padrina, i el seu avi matern, Carlos Tancredo de Borbó-Dues Sicílies, príncep de les Dues Sicilias i infant d'Espanya, el padrí. El 1942 es va traslladar juntament amb la resta de la seva família a Lausana (Suïssa).

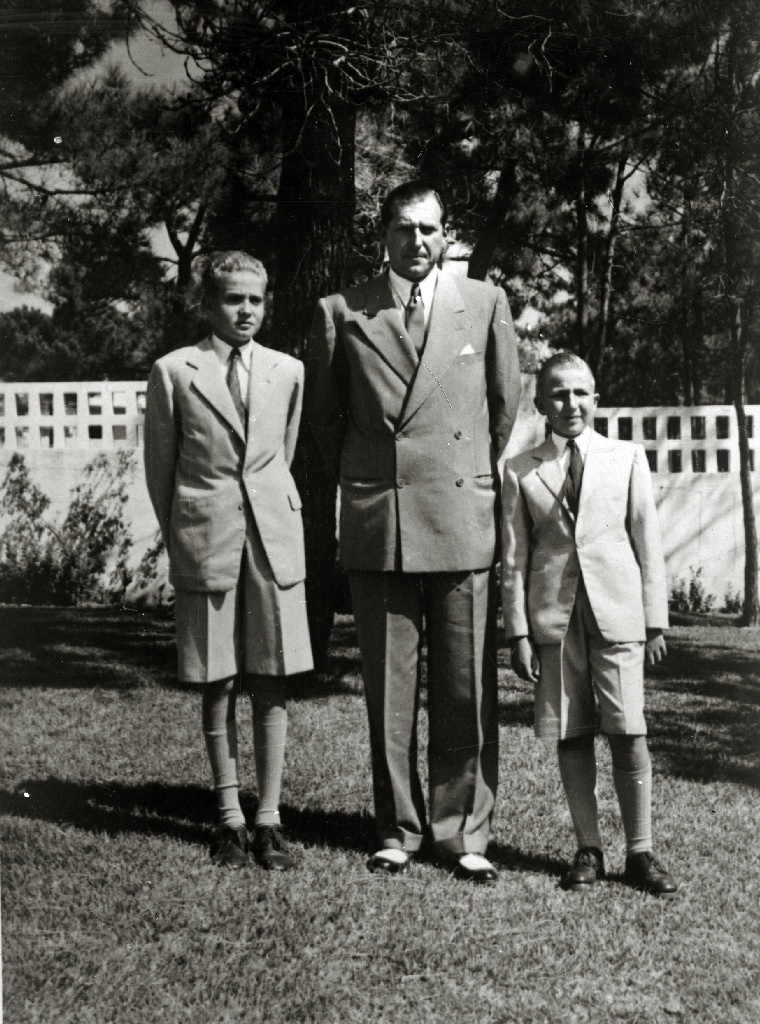
Joan Carles (esquerra), junt amb el seu pare Joan de Borbó i Battenberg (centre) i el seu germà menor Alfons (dreta), 1950

En una entrevista celebrada el 25 d'agost de 1948 entre Franco i el comte de Barcelona en el golf de Biscaia, es va acordar que el príncep es traslladaria a Espanya per cursar els seus estudis. El 8 de novembre de 1948, als deu anys, Joan Carles va trepitjar per primera vegada sòl espanyol. Allà estudiaria durant aquell any acadèmic. Però després de l'estiu de 1949, el deteriorament de les relacions entre Franco i Joan de Borbó portarien a aquest últim a decidir que el seu fill no tornés de moment a Espanya.
Després d'un any a Estoril (Portugal), Joan de Borbó va accedir a que Joan Carles tornés a Espanya a la tardor de 1950 per continuar els seus estudis, en aquesta ocasió acompanyat del seu germà menor, Alfons de Borbó. Per a l'estiu de 1954, Joan Carles havia acabat el batxillerat. Posteriorment va realitzar la seva instrucció militar a l'Acadèmia General Militar de Saragossa (1955-1957), a l'Escola Naval Militar de Marín (1957-1958) i finalment a l'Acadèmia General de l'Aire de San Javier (1958-1959). Va completar la seva formació a la Universitat de Madrid, on va cursar estudis de Dret Polític i Internacional, Economia i Hisenda Pública.
Durant les vacances de Setmana Santa de 1956, el 29 de març (Dijous Sant), en la residència familiar d'Estoril (anomenada Vila Giralda), Joan Carles, que ja tenia 18 anys complerts, va disparar accidentalment un revòlver mentre jugava a les golfes de la casa amb el seu germà menor, Alfons de Borbó, el que causaria la mort d'Alfons. L'ambaixada espanyola a Portugal va emetre un comunicat explicant que mentre els dos germans netejaven l'arma, un tret disparat al cap va provocar la mort del petit dels germans. S'estengué el rumor als diaris que l'arma estava en mans de Joan Carles en el moment de l'accident. El germà gran del comte de Barcelona i oncle de Joan Carles, Jaume de Borbó, sol·licitaria mesos després una investigació judicial del succés; petició qualificada per l'historiador Paul Preston com d'inaudita «insensibilitat i pura malvolença» i que segurament va ser motivada per procurar-se beneficis polítics a la seva pròpia causa.
El 13 de setembre de 1961 es va anunciar oficialment el compromís de Joan Carles amb la princesa Sofia de Grècia, la seva cosina tercera i filla dels reis Pau I de Grècia i Frederica de Hannover. Vuit mesos després, el 14 de maig de 1962, la parella contreia matrimoni a Atenes pels ritus ortodox i catòlic. Amb anterioritat a la seva celebració, Franco havia manifestat el seu interès en què Joan Carles i Sofia visquessin a Espanya, de manera que, a principis de 1963, i malgrat l'oposició inicial de Joan de Borbó, el matrimoni es va traslladar a Madrid per fixar la seva residència en el Palau de la Zarzuela.

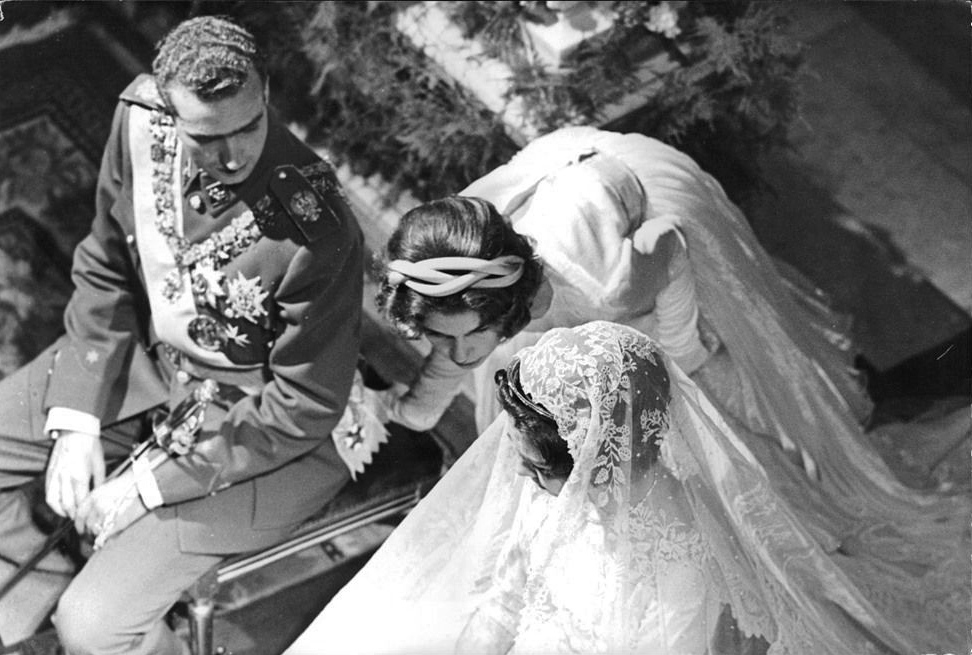
Fotografia del príncep Joan Carles d'Espanya i de la princesa Sofia de Grècia i Dinamarca asseguts durant la cerimònia del seu casament

El 5 de març de 1966, es va celebrar una reunió del Consell Privat del Comte de Barcelona a Estoril per commemorar el 25è aniversari de la mort d'Alfons XIII, a la qual havia estat convidat Joan Carles. La reunió havia de ser un acte de reafirmació dels drets dinàstics de Joan de Borbó. Malgrat que dos mesos abans, Joan Carles havia declarat que «mai» acceptaria la Corona mentre visqués el seu pare, va decidir no assistir a la reunió a instàncies de la seva dona, Sofia de Grècia, utilitzant com a pretext una indisposició. Joan de Borbó va considerar aquell fet com una ruptura de la unitat dinàstica per part de Joan Carles.

### Príncep d'Espanya(1969-1975)
En virtut de la Ley de Sucesión en la Jefatura del Estado de 1947, Franco va establir que el futur rei d'Espanya seria designat per ell. El juliol del 1969 designaria a Joan Carles com a successor a títol de rei, nomenament ratificat per les Corts Espanyoles el 22 de juliol de 1969, davant les quals el jove príncep prestaria jurament el mateix dia de «guardar i fer guardar les Lleis Fonamentals del Regne i els principis del Moviment Nacional», és a dir, l'ideari franquista. No obstant això, es va basar en les facultats que aquestes lleis li atorgaven per impulsar el canvi de règim i facilitar l'adveniment de la democràcia.

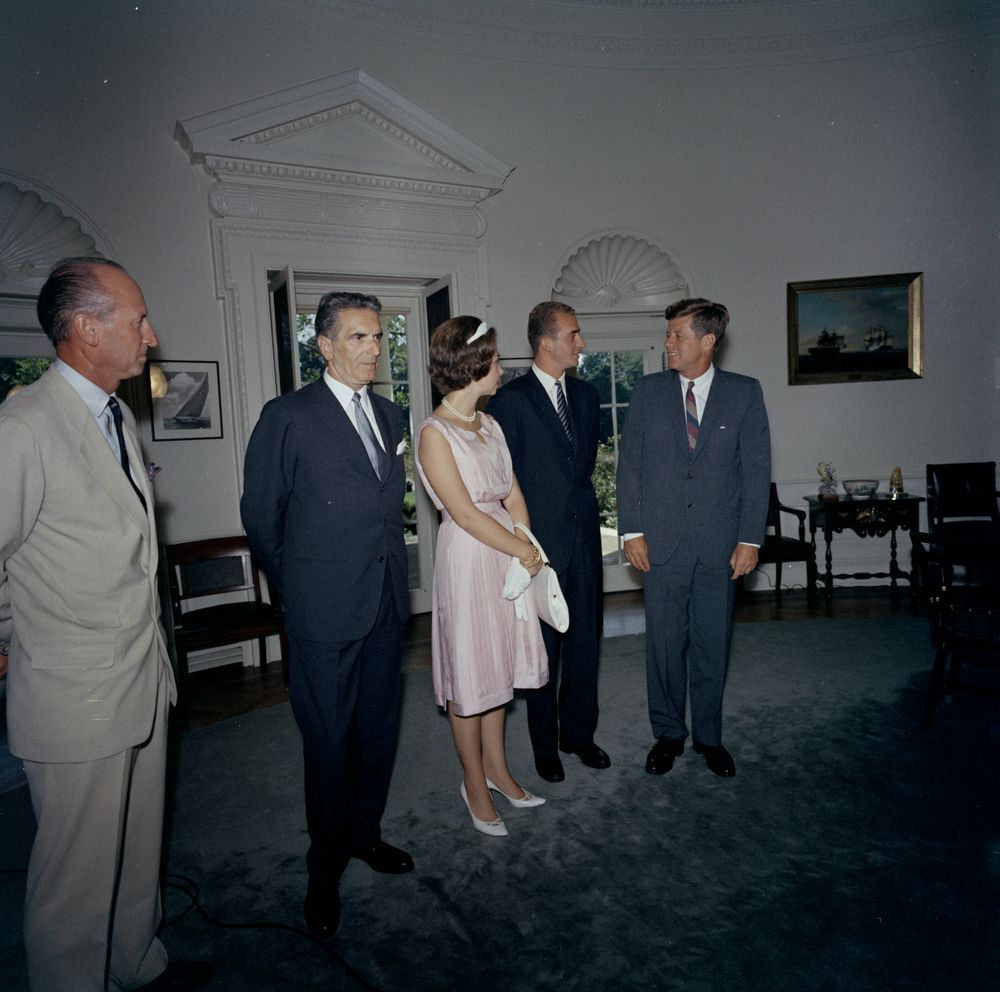
Joan Carles, junt amb la Princesa Sofia, l'ambaixador espanyol als Estats Units Antonio Garrigues i John F. Kennedy, al Despatx Oval de la Casa Blanca, agost de 1962

Seguint les regles dinàstiques, la successió hagués hagut de recaure en el seu pare, Joan de Borbó i Battenberg, tercer fill i hereu dels drets dinàstics d'Alfons XIII. No obstant això, les no molt cordials relacions entre Joan de Borbó i Franco van determinar el salt en la línia de successió i el nomenament de Joan Carles com a príncep d'Espanya, títol de nou encuny amb el qual Franco pretenia salvar distàncies respecte a la monarquia liberal. Dit salt va ser acceptat pel príncep Joan Carles, creant un conflicte intern a la Casa Reial de Borbó. El Comte de Barcelona no renunciaria oficialment als seus drets successoris fins al 1977.
| «                                                                                      | El general Franco és veritablement una figura decisiva històricament i políticament per a Espanya. Ell és un dels que ens va treure i va resoldre la nostra crisi de 1936. Després d'això, ell va actuar políticament per treure'ns de la Segona Guerra Mundial. I per això, durant els últims trenta anys, ell ha establert les bases per al desenvolupament d'avui dia (...). Per a mi és un exemple vivent, dia a dia, pel seu acompliment patriòtic al servei d'Espanya i, per això, jo tinc per ell un gran afecte i admiració. | » |
| — Entrevista el 1969 als jardins del Palau de la Zarzuela per a la televisió francesa. | |   |

Joan Carles I va assumir interinament la direcció de l'Estat entre el 19 de juliol i el 2 de setembre de 1974, i després entre el 30 d'octubre i el 20 de novembre de 1975 per malalties de Franco. El 9 de juliol de 1974, Franco era ingressat per una flebitis a la cama dreta. Abans de marxar cap a l'hospital, va cridar al president de Govern, Carlos Arias Navarro, i al president de les Corts franquistes, Alejandro Rodríguez de Valcárcel, perquè preparessin el traspàs interí de poders al príncep. Amb tot, dos dies més tard, Joan Carles, que no volia un traspàs interí per part de Franco, i va intentar persuadir Arias perquè fes veure al dictador que havia de traspassar-li el poder de manera definitiva. Davant la negativa del president de Govern, el príncep va demanar a Franco que no signés el decret de traspàs. El 19 de juliol, l'estat del dictador es va agreujar, de manera que Arias va acudir a l'hospital perquè aprovés el traspàs. El gendre de Franco, Cristóbal Martínez-Bordiú, va intentar impedir que Arias entrés a l'habitació del cap de l'Estat. Finalment va aconseguir accedir-hi, després d'això va convèncer el dictador perquè cedís el poder de manera interina, el que va provocar la fúria del marquès de Villaverde i de Carmen Polo, l'esposa del dictador. Joan Carles assumia per primera vegada la direcció de l'Estat de manera interina.

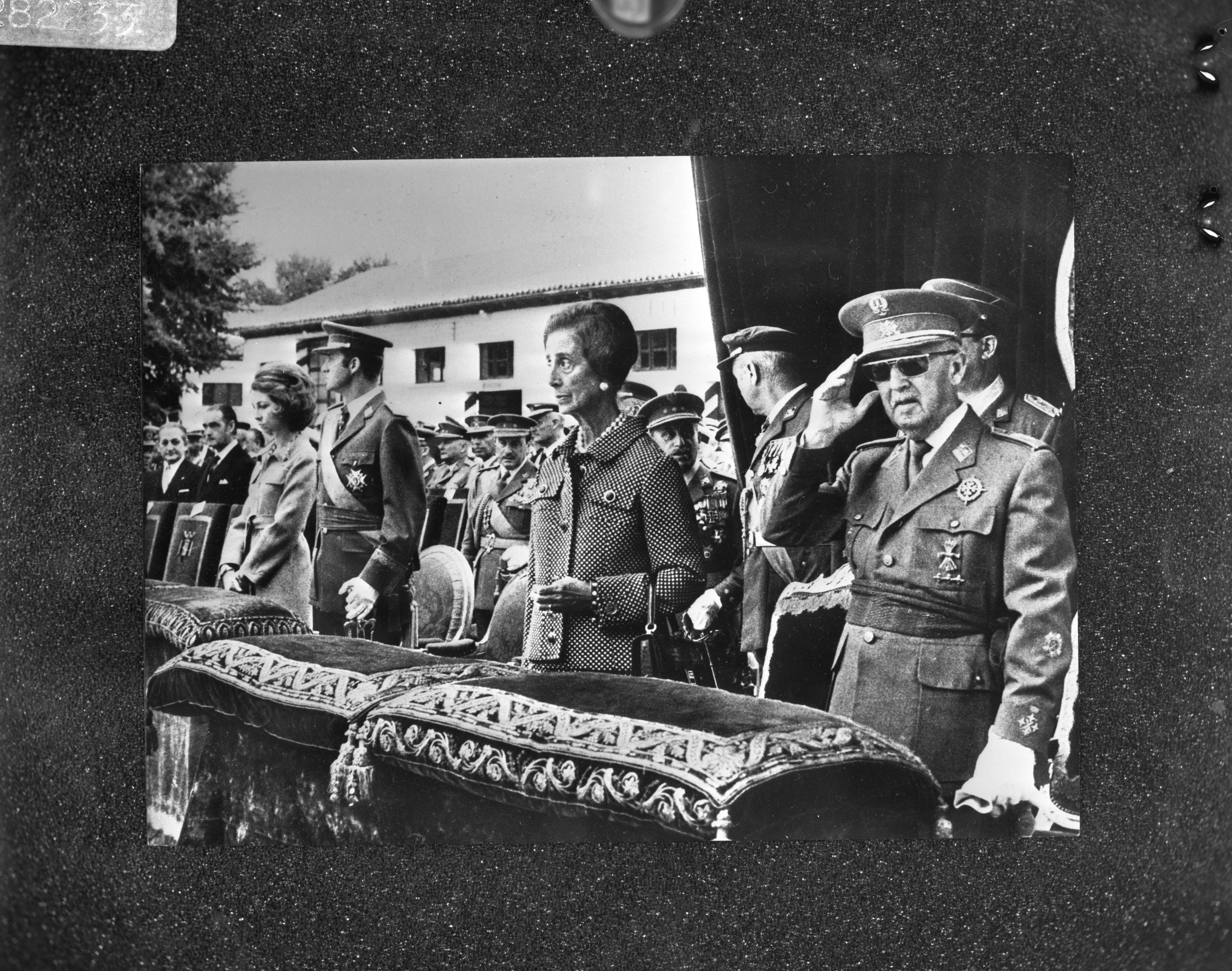
Joan Carles i Sofia junt amb Franco i Carmen Polo, 1969
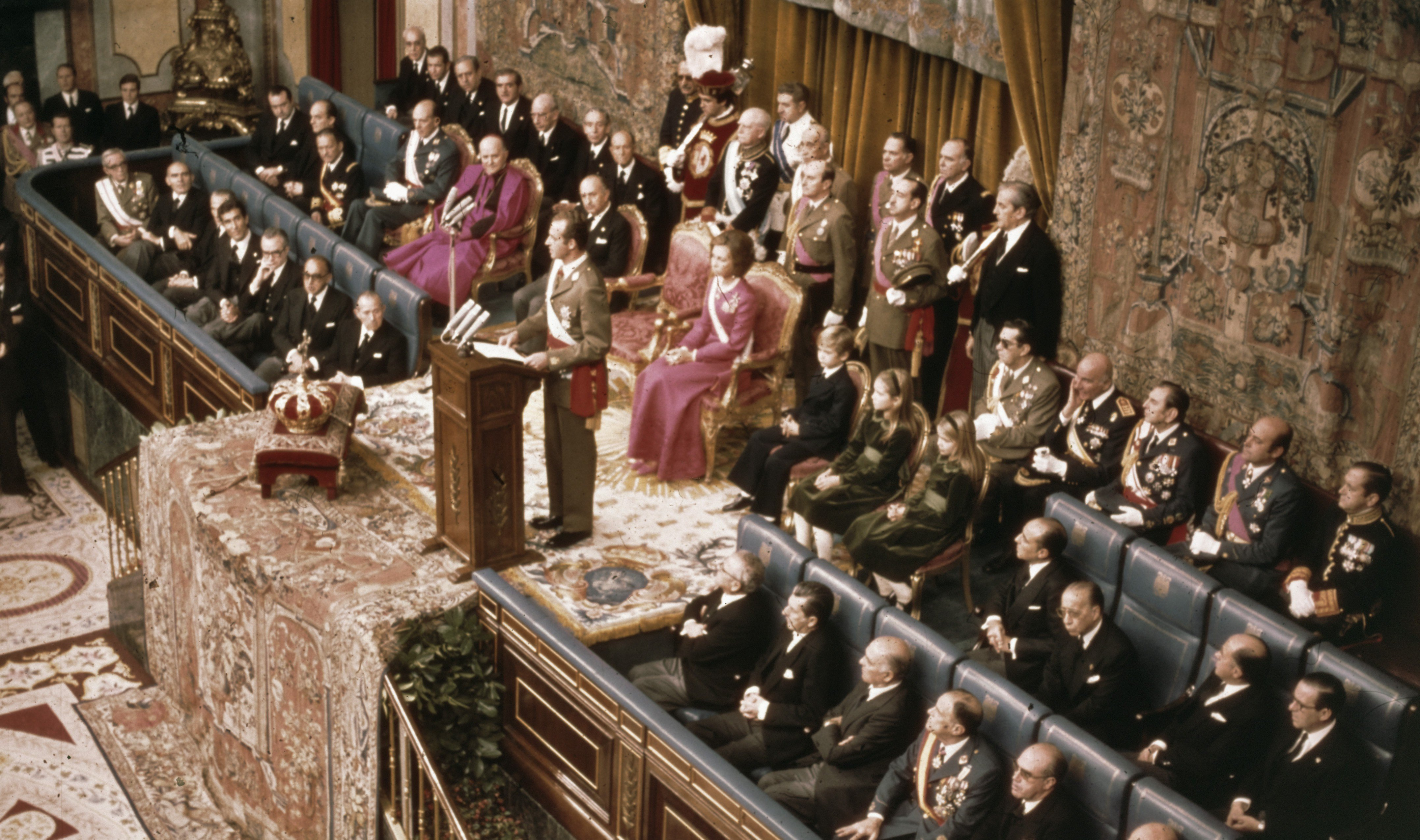
Proclamació com a rei el 22 de novembre de 1975 davant les Corts franquistes

Després d'un nou empitjorament de la salut de Franco, el 23 d'octubre de 1975, Valcárcel i Arias Navarro van acudir a La Zarzuela per proposar al príncep que assumís de nou interinament la direcció de l'Estat. Joan Carles es va negar si la substitució no era definitiva. El 30 d'octubre, Franco va patir una peritonitis. Informat de la gravetat del seu estat per l'equip mèdic que l'atenia, el dictador va ordenar la seva substitució per part del príncep Joan Carles, el que aquest va acceptar, un cop va tenir la certesa que la malaltia del dictador era terminal.

### Rei d'Espanya(1975-2014)
A l'anunciar-se la mort de Franco (20 de novembre de 1975), Joan Carles va jurar acatar els Principis del Moviment Nacional, destinats a perpetuar el franquisme. Va ser proclamat rei d'Espanya per les Corts Espanyoles com Joan Carles I d'Espanya el 22 de novembre de 1975 i exaltat al tron el 27 de novembre amb una cerimònia d'unció anomenada «Missa d'Esperit Sant» (l'equivalent a una coronació) celebrada a la històrica Església de San Jerónimo el Real de Madrid. Tot i haver jurat fidelitat a les lleis del Moviment, amb la seva actitud, va promoure i va encoratjar la Llei per a la Reforma Política, que va ser votada pel Congrés dels Diputats el 18 de novembre de 1976 i aprovada en referèndum amb un aclaparador suport del 94 %, el que va iniciar la Transició Espanyola cap a la democràcia.
El 16 de febrer de 1976, en la primera visita oficial a Catalunya, en un acte celebrat al Saló del Tinell, conscient que l'ús oficial de la llengua catalana havia estat prohibit pel general Franco, el rei Joan Carles pronuncià bona part del discurs en català.
El 14 de maig de 1977, el seu pare, el Comte de Barcelona, va renunciar als seus drets dinàstics històrics i a la direcció de la Casa Reial en la persona de Joan Carles, un cop que hi va haver constatat la impossibilitat d'accedir personalment al tron. Amb aquesta renúncia es reprenia la dinastia històrica; i d'aquesta manera, després de la proclamació de Joan Carles I com a rei d'Espanya i amb la renúncia de Joan de Borbó als seus drets, Felip es va convertir en Hereu de la Corona i va assumir el títol de Príncep d'Astúries el 1r de novembre de 1977. Don Joan va efectuar la seva renúncia en un acte a on va estar present, entre molts, Landelino Lavilla en qualitat de Notari Major del Regne. Després de la cerimònia Don Joan va declarar que renunciava «amb molt amor a Espanya i afecte pel meu fill».
Joan Carles I va tenir un paper decisiu a l'hora de restablir les institucions catalanes que van ser abolides pel franquisme. Havia iniciat contactes amb el president de la Generalitat de Catalunya a l'exili, Josep Tarradellas, a qui el juny de 1977 va rebre al Palau de la Zarzuela. El Govern espanyol va acordar el restabliment de la Generalitat nomenant Tarradellas com a president.
El 22 de juny de 1977, Joan Carles I va enviar una carta al xa de l'Iran, Reza Pahlavi, en què confirmava la seva aposta per la democràcia, però veia perillar la monarquia, ja que Adolfo Suárez, el candidat de la seva «plena confiança» i que el considerava com un suport del sistema monàrquic, no tenia les fonts externes de finançament que disposaven altres ideologies com la dreta, els comunistes i els socialistes, recalcant d'aquests últims la seva ideologia marxista (el PSOE es va definir com a tal fins a 1979). Finalment, el rei sol·licitava al xa «en nom del partit polític del president Suárez» un préstec de deu milions de dòlars com la seva «contribució personal a l'enfortiment de la monarquia espanyola». La carta va ser revelada després de la publicació el 1991 del diari d'Asadollah Alam, ministre de l'Interior i primer ministre del xa.
Durant el seu regnat es va aprovar la Constitució espanyola de 1978, que defineix les funcions del rei, suprimint tota participació política de la Corona i convertint Espanya en una monarquia parlamentària; així mateix, l'article 57 de la Constitució li reconeix com l'hereu legítim de la «dinastia històrica».
La Constitució va ser ratificada en referèndum de 6 de desembre i el rei la va sancionar el 27 de desembre.
Un dels moments més greus als quals va haver de fer front el rei Joan Carles I va ser l'intent de cop d'Estat del 23 de febrer de 1981, el conegut com «23-F». Aquest dia, durant la segona votació de la investidura del candidat a la Presidència del Govern Leopoldo Calvo-Sotelo, es va produir la presa de Congrés dels Diputats per part de forces de la Guàrdia Civil al comandament del tinent coronel Antonio Tejero. Simultàniament a la Capitania General de la III Regió Militar (València) el tinent general Jaime Miláns del Bosch va ocupar els carrers de la ciutat amb tancs i hi va haver diversos conats en altres punts, com ara la presa dels estudis de Televisió Espanyola a Prado de Rey (Madrid).
| «                                                                             | La Corona, símbol de la permanència i unitat de la Pàtria, no pot tolerar, de cap manera, accions o actituds de persones que pretenguin interrompre per la força el procés democràtic que la Constitució votada pel poble espanyol va determinar en el seu dia a través de referèndum. | » |
| — Discurs televisat del rei Joan Carles a la matinada el 24 de febrer de 1981 | |   |

La intervenció televisiva de Joan Carles I desautoritzant el cop d'estat va acabar amb la insurrecció, que pensava comptar amb el suport de la Corona, i va contribuir a augmentar el seu carisma entre sectors polítics que fins llavors no eren molt afins a la forma de govern monàrquica. Després d'aquest conflicte la monarquia va quedar consolidada. El 9 de febrer de 2012, el setmanari alemany Der Spiegel va publicar un telegrama diplomàtic desclassificat per Alemanya segons el qual el rei hauria mostrat simpatia pels colpistes durant una trobada amb el llavors ambaixador d'Alemanya a Espanya, Lothar Lahn. En resposta, Rafael Spottorno, cap de la Casa de Rei, va desmentir aquesta atribuïda simpatia i va afirmar: «Ni la seva Majestat el Rei ni aquesta Casa acostumen a valorar escrits o opinions de tercers, que són responsabilitat exclusiva dels seus autors, i que en aquest cas concret no es compadeixen amb la realitat d'uns fets, el desenvolupament i corol·lari final dels quals són de públic coneixement ».
El 1982 va ser guardonat amb el Premi Internacional Carlemany, concedit per la ciutat d'Aquisgrà (Alemanya) en reconeixement dels seus esforços en favor de la integració europea. El 1983 el Govern veneçolà li va atorgar el Premi Internacional Simón Bolívar.

Abans de sancionar i promulgar, el 1985, la llei que despenalitzava l'avortament a Espanya en alguns supòsits va viatjar al Vaticà per demanar comprensió al papa Joan Pau II, contrari a l'avortament.

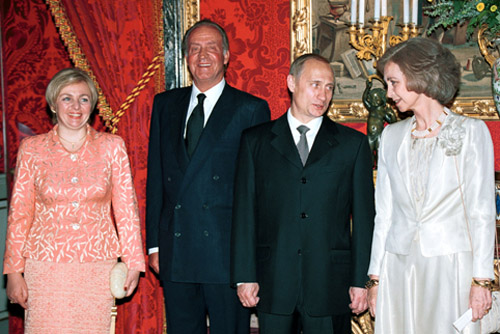
Reunió de Joan Carles i Sofia amb Vladímir Putin i Liudmila Pútina el 2000, durant una visita oficial d'aquests últims a Espanya

El 1992, davant les especulacions sobre que Joan Carles mantenia una relació sentimental amb la mallorquina Marta Gayá, tant el cap de la Casa de Rei, Sabino Fernández Campo, com el president de Govern, Felipe González, van manifestar la seva preocupació sobre que es pogués haver orquestrat una campanya contra el rei. El 21 de setembre de 1992, el llavors príncep Salman de l'Aràbia Saudita i Joan Carles I d'Espanya van inaugurar la Mesquita de la M-30, finançada amb 2000 milions de pessetes del rei Fahd de l'Aràbia Saudita.
La publicació el 1993 per l'aristòcrata José Luis de Vilallonga de El Rei, la darrera biografia autoritzada fins al moment pel rei Joan Carles, va suscitar controvèrsia, ja que l'edició espanyola ometia comentaris de Joan Carles I sobre el 23-F que sí apareixien en altres edicions europees del llibre, de la mateixa manera que posava en boca de Vilallonga comentaris que en altres edicions s'atribuïen al propi Joan Carles. Vilallonga havia declarat mesos abans en una entrevista que el rei li havia demanat que, respecte del 23-F, en el llibre, «digués jo [per Vilallonga] gairebé totes les coses».
El 1995 va obtenir el Premi de la Pau de la UNESCO, juntament amb l'expresident dels Estats Units, Jimmy Carter. i va ser objecte d'un intent d'atemptat d'Euskadi Ta Askatasuna (ETA) a Mallorca.
El 23 d'abril de 2001, amb motiu de l'entrega del Premi Cervantes va declarar en castellà: «Mai no fou la nostra una llengua d'imposició, sinó de trobada. Ningú no fou mai obligat a parlar en castellà. Foren els pobles més diversos els qui feren seu, per voluntat libèrrima, l'idioma de Cervantes.» Aquest discurs, que va coincidir amb la Diada de Sant Jordi, va desfermar una gran polèmica institucional a Catalunya, al País Basc i a l'Amèrica Llatina, on diverses veus van trobar inacceptables aquelles paraules. Nogensmenys, la Casa Reial espanyola mai es va retractar, matisar o corregir el contingut negacionista sobre la minorització lingüística del castellà d'aquell discurs.
El juliol de 2007 van començar una sèrie consecutiva d'esdeveniments que van trencar amb la calma habitual que envoltava la figura del rei Joan Carles i la seva família. El primer és la publicació d'un número de la revista El Jueves que duia a la portada un dibuix de Felip de Borbó tenint relacions sexuals amb la seva esposa Letizia Ortiz. El número va ser censurat per l'Audiència Nacional, fet que generà una àmplia polèmica.
Després de la primera visita del monarca a Ceuta a principis de novembre del 2007, s'originà un conflicte diplomàtic entre Espanya i el Marroc. El primer ministre marroquí havia manifestat que confiava que els reis renunciarien a la visita a Ceuta. Com que no va ser així, l'ambaixador marroquí a Espanya fou cridat a consultes per un període indeterminat.
El 10 de novembre del mateix any va protagonitzar un incident diplomàtic internacional en el marc del Cimera Iberoamericana. Durant una intervenció del president del Govern espanyol, José Luis Rodríguez Zapatero, el rei Joan Carles va fer callar el president veneçolà Hugo Chávez, que anava interrompent Zapatero en el seu parlament titllant de feixista a José María Aznar i acusant l'expresident del Govern espanyol d'estar involucrat en l'intent de cop d'Estat contra Chávez el 2002. Amb un ja famós i irritat ¿Por qué no te callas? el rei va voler parar les interrupcions de Chávez, després d'estona movent-se inquiet a la cadira. A la mateixa reunió, durant la intervenció del president nicaragüenc Daniel Ortega que carregava contra l'empresa espanyola Unión Fenosa per les seves «tàctiques gangsterils» i acusava els ambaixadors espanyols d'haver intentant interferir en les eleccions nicaragüenques de l'any anterior, el rei va abandonar la sala.
Arran d'una visita del monarca a Girona, on va aprofitar per defensar la unitat d'Espanya, diversos joves van cremar fotos de Joan Carles I en senyal de protesta, crema que es va estendre més tard a diversos punts de Catalunya.
El 2011 van sortir a la llum pública informacions que implicaven el seu gendre, Iñaki Urdangarin, duc consort de Palma de Mallorca, en el Cas Nóos, un escàndol financer que més tard també va esquitxar la seva filla, la infanta Cristina. El 12 de desembre de 2011, després de les informacions aparegudes en els mitjans de comunicació sobre la probable imputació per malversació, frau, prevaricació, falsedat i blanqueig de capitals d'Iñaki Urdangarin, La Zarzuela va anunciar que l'apartava de tots els actes institucionals, per entendre que la seva conducta no havia estat «exemplar». A més, durant el seu tradicional missatge de la nit de Nadal, el rei va insistir en la necessitat d'un comportament exemplar per part de totes les persones amb responsabilitats públiques, després del que va afirmar que «la justícia és igual per a tothom», el que es va interpretar com una al·lusió a la probable imputació del seu gendre.
| «                                                                              | Junt amb la crisi econòmica, em preocupa també enormement la desconfiança que sembla estar estenent-se en alguns sectors de l'opinió pública respecte a la credibilitat i prestigi d'algunes de les nostres institucions. Necessitem rigor, serietat i exemplaritat en tots els sentits. Tots, sobretot les persones amb responsabilitats públiques, tenim el deure d'observar un comportament adequat, un comportament exemplar. Quan es produeixen conductes irregulars que no s'ajusten a la legalitat o a l'ètica, és natural que la societat reaccioni. Afortunadament vivim en un Estat de Dret, i qualsevol actuació censurable haurà de ser jutjada i sancionada d'acord amb la llei. La justícia és igual per a tothom. | » |
| — Missatge de la nit de Nadal del rei Joan Carles, de 24 de desembre del 2011. | |   |

Amb tot, després del seu discurs en la solemne obertura de la X Legislatura, el 27 de desembre, el rei Joan Carles va lamentar que s'hagués personalitzat el seu missatge de Nadal. Dos dies més tard, el jutge instructor José Castro imputava a Iñaki Urdangarin. Durant la seva declaració davant el jutge instructor a Palma, els dies 25, 26 i 27 de febrer de 2012, Urdangarin va manifestar que el rei li havia demanat que abandonés els seus negocis al març de 2006. No obstant això, el 16 d'abril de 2012, es van fer públics tres correus electrònics escrits per Urdangarin i aportats al jutge instructor pel seu exsoci, Diego Torres, que implicarienal rei en negocis a favor del seu gendre amb posterioritat a aquesta data.

El 14 d'abril de 2012, Joan Carles I va patir una fractura de maluc durant una cacera d'elefants a la qual havia estat convidat a Botswana, el que va aixecar crítiques des de diferents àmbits causa que va ocórrer en la pitjor setmana de la crisi econòmica i després un discurs en el qual el rei havia demanat «rigor» i «sacrificis» als espanyols. Mentre que Partit Popular i Partit Socialista Obrer Espanyol no van voler valorar públicament el contratemps, Esquerra Plural, Unió Progrés i Democràcia i Esquerra Republicana de Catalunya van anunciar que preguntarien al Govern per aquest assumpte al Congrés dels Diputats. El lehendakari Patxi López va afirmar que «no estaria malament» una disculpa pública per part de monarca. El 18 d'abril, al sortir de l'hospital on va ser intervingut, el rei es va disculpar públicament per aquests fets, situació sense precedents des que va començar el seu regnat, qualificada com un episodi absolutament nou en tota la història de la reialesa.
| «                                                                                           | Ho sento molt. M'he equivocat i no tornarà a passar. | » |
| — Paraules del rei Joan Carles després de rebre l'alta hospitalària el 18 d'abril del 2012. |                                                      |   |

L'any 2013, arran de sortir a la llum «l'estreta relació» que el rei mantenia amb l'empresària alemanya Corinna zu Sayn-Wittgenstein, alguns mitjans de comunicació van fer públic que la Casa de Rei, utilitzant dos milions d'euros procedents del fons públics de Patrimoni Nacional, va remodelar profundament la finca La Angorrilla (lloc molt proper a Palau de la Zarzuela), on durant diversos anys hauria viscut Corinna.

### Abdicació(2014)
El 2 de juny de 2014, Joan Carles I va manifestar el desig d'abdicar en el seu fill Felip. Per a això, segons l'article 57 de la Constitució Espanyola de 1978, que és el que regula la successió a el tron, calia l'aprovació d'una llei orgànica per les Corts Generals reunides en sessió solemne. Així seria dictada dues setmanes després la Llei Orgànica 3/2014, que al Congrés dels Diputats va obtenir 299 vots a favor, 19 vots en contra i 23 abstencions, i al Senat 233 vots a favor, 5 vots en contra i 20 abstencions.
El mateix dia de fer-se públic l'anunci, els principals partits republicans, com IU, BNG i ERC, així com moviments socials antimonàrquics, que volen una profunda remodelació del sistema actual, amb l'obertura d'un procés constituent total, i altres àmplies reformes, com la Coordinadora 25-S i el Moviment 15-M, van convocar manifestacions a les principals capitals de país i en altres municipis, difoses per les xarxes socials, per a reivindicar la república i la celebració d'un referèndum sobre la forma d'Estat, a les quals van assistir desenes de milers de persones. En aquestes manifestacions es van poder observar nombroses banderes tricolors republicanes. A Catalunya, les manifestacions van ser principalment convocades per ERC, mitjançant una crida per a donar suport a una república catalana independent; en aquestes manifestacions, sumant-se a la tricolor, es van observar estelades i pancartes a favor de la secessió de Catalunya. Una situació semblant es va produir a Galícia, on les manifestacions van ser secundades, entre d'altres, pel BNG i Nós-Unidade Popular, tots dos a favor de l'autodeterminació de Galícia; es van observar estreleires i consignes a favor d'una república gallega independent. El dissabte 7 de juny, es van impulsar novament, entre d'altres, per plataformes i partits ja esmentats, manifestacions en més de 40 ciutats espanyoles, reiterant la demanda anterior. La presència en aquesta convocatòria va ser bastant menor que la del dia 2. La participació, en ambdues manifestacions, va ser molt inferior a la d'altres convocatòries a favor de la república des de la restauració de la monarquia.

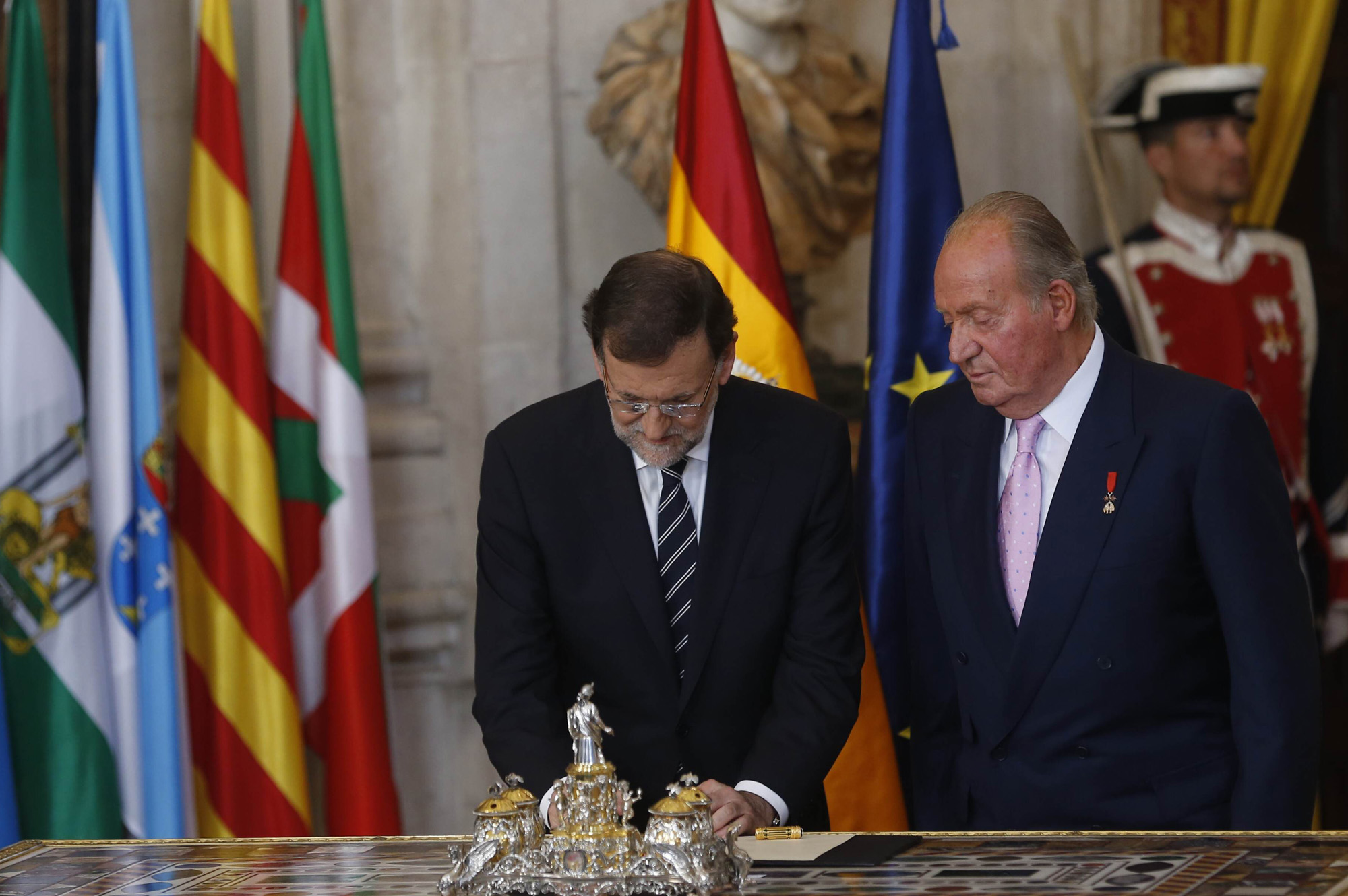
Joan Carles I junt amb el president de Govern Mariano Rajoy, mentre aquest últim ratifica la Llei orgànica d'abdicació (18 de juny de 2014)
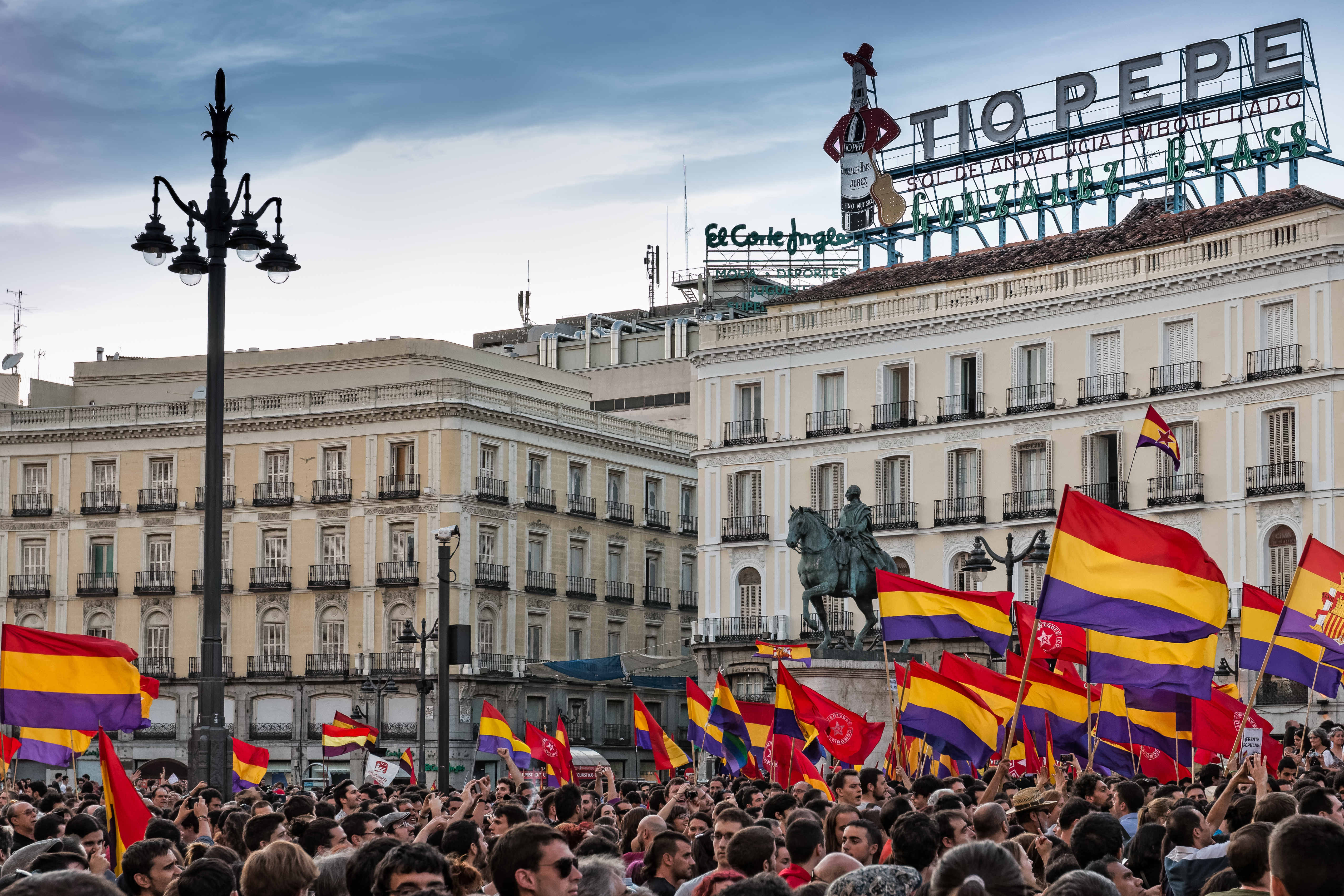
Manifestació republicana a la madrilenya Porta del Sol el dia que es va anunciar la decisió d'abdicació de Joan Carles I

L'abdicació va ser efectiva el 19 de juny, i Joan Carles I va deixar de ser rei d'Espanya, moment en què el seu fill passà a ser el titular de la Corona. El mateix dia fou proclamat com a Felip VI. Tot i l'abdicació, continua mantenint la dignitat de rei, i la seva esposa, la de reina. En qualsevol cas, sota la consideració de «rei emèrit», va continuar exercint durant uns quants anys un cert paper de representació institucional. Així, el desembre del 2015 va assistir com a màxima representació de l'Estat a la presa de possessió com a president de l'Argentina de Mauricio Macri.

### Retir(2019)
A finals de maig de 2019, Joan Carles va comunicar oficialment a Felip VI que es retirava definitivament de la vida pública i que ja no participaria en actes oficials.
El març de 2020, el Grup Parlamentari d'Esquerra Republicana i altres partits van registrar al Congrés dels Diputats una iniciativa en què sol·licitaven la creació d'una comissió d'investigació; l'objectiu era determinar les responsabilitats «civils, ètiques i polítiques» de l'excap d'Estat amb relació a una «donació» de 100 milions d'euros de l'any 2012 i relacionada amb el llavors monarca, la seva amiga Corinna Larsen i l'adjudicació de grans obres a l'Aràbia Saudita.
El mateix mes, va ser el mateix rei Felip VI, el qual va emetre un comunicat en el qual renunciava a l'herència del seu pare, «així com a qualsevol actiu, inversió o estructura financera l'origen, característiques o finalitat puguin no estar d'acord amb la legalitat i els criteris de rectitud i integritat que regeixen la seva activitat institucional i privada». Segons els estatuts de les societats Fundació Lucum i Fundació Zagazka, Felip seria el beneficiari directe en cas de defunció del seu pare i encarregat del sosteniment de la resta de la família. Va comunicar així mateix que retirava al seu pare l'assignació que cobrava dels pressupostos de la Casa de Rei.
Davant la investigació de la Fiscalia suïssa sobre el presumpte cobrament fraudulent de comissions, a més de l'inici d'una investigació pel Tribunal Suprem i la Fiscalia espanyols, diversos diaris van afirmar que el rei Joan Carles hauria decidit marxar a viure a una zona privilegiada de la República Dominicana, país amb una legislació laxa en cas de petició d'extradició.

### Sortida del país(2020)
El 3 d'agost de 2020, el Palau de la Zarzuela va fer públic un comunicat anunciant la intenció de Joan Carles (dirigida al seu fill en una carta) de traslladar-se a viure fora d'Espanya davant la repercussió pública de «certs esdeveniments passats» de la seva vida privada. La decisió es va produir en el transcurs de les investigacions obertes sobre els presumptes fons de Joan Carles acumulats en paradisos fiscals. Sembla que quan la carta es va fer pública ja havia abandonat el país.
El dia 8 d'agost van aparèixer fotografies del rei emèrit a Abu Dhabi, on hauria volat des de Vigo, i es publicava que podria seguir el seu periple cap a Nova Zelanda o la República Dominicana. Prèviament s'havia especulat que hauria arribat a Portugal per instal·lar-se a Estoril, sortida negociada amb la intervenció de la llavors vicepresidenta del govern espanyol Carmen Calvo. Finalment la Casa Reial espanyola, informà que Joan Carles I de Borbó s'havia instal·lat als Emirats Àrabs Units. Més de setanta ex-ministres espanyols, ex-presidents autonòmics, ambaixadors i altres càrrecs públics destacats varen subscriure un manifest de suport al rei emèrit espanyol, Joan Carles I, en què en defensaren la presumpció d'innocència i el «llegat» dels seus darrers quaranta anys. Entre els firmants del manifest es trobarien:
- Soledad Becerril (Ministra)
- Juan José Laborda (President del Senat)
- Alfonso Guerra (VicePresident del Gobierno)
- Rodolfo Martín Villa (VicePresident de Gobierno)
- EsperanzaAguirre (Ministra)
- Cristina Alberdi (Ministra)
- Ignacio Bayón (Ministre)
- Jaime Blanco (President de Cantabria)
- Pedro Bofill (Delegat del Govern de Cantabria)
- Alonso Pío Cabanillas (Ministre)
- Victor Calvo-Sotelo (Secretari d'Estat)
- Rafael Catalá (Ministre)
- Alejandro Cercas (Parlamentari Europeu)
- Celestino Corbacho (Ministre)
- Luis Cosculluela (Ministre)
- Miguel Angel Cortés (Secretari d'Estat)
- Francisco Cruz de Castro (Director General de Protección Civil)
- Maria Teresa de Lara (Diputada i senadora)
- Ana de Palacio (Ministra)
- Ignacio del Burgo Jaime (President de Navarra)
- Juan Díez Nicolás (SubSecretari M. Presidencia)
- Gabriel Elorriaga (Secretari d'Estat)
- Matilde Fernández (Ministra)
- Alvaro Fernández Villaverde (Director General de Patrimoni)
- Domingo Ferreiro (Delegat del Govern de Castilla y León)
- Juan Pablo Fusi (Director de la Biblioteca Nacional)
- Julian García Vargas (Ministre)
- Alfonso Garrido (Delegat del Govern de Andalucía)
- Alvaro Gil-Delgado y Crespo (Director General de rabajo)
- Montserrat Gomendio (Secretaria d'Estat)
- Javier Gómez Navarro (Ministre)
- Juan Vicente Herrera (President de Castilla y León)
- Eligio Hernández (Fiscal General del estado)
- Carmen Iglesias (Presidenta de la Real Academia de la Historia)
- Julio Iglesias de Ussel (Secretari d'Estat)
- Emilio Lamo de Espinosa (Ministre)
- Jaime Lamo de Espinosa (Ministre)
- Margarita Mariscal de Gante (Ministra)
- Jaime Mayor Oreja (Ministre)
- Antonio Molina Cesar (Ministre)
- Jaime Montalvo (President del Ces de España)
- Constantino Nalda (President de Castilla y León)
- Eugenio Nasarre (SubSecretari de culltura)
- Marcelino Oreja (Ministre)
- Juan Antonio Ortega y Díaz-Ambrona (Ministre)
- Ana Pastor (Ministra)
- Marcos Peña (President del CES de España)
- Alberto Pérez Calvo (Director General de Cooperació amb els Règims Autonòmics)
- Josep Piqué (Ministre)
- Jesús Quijano (Consell Consultiu de Castella i Lleó)
- José Rodríguez de la Borbolla (President de la Junta d'Andalusia)
- Juan Carlos Rodríguez Ibarra (President d'Extremadura)
- José Manuel Rodríguez Molina (Director General Ministeri d'Agricultura)
- Beatriz Rodríguez Salmones (Directora de Gabinet)
- Alejandro Royo Villanova (Secretari General Tècnic Ministeri Cultura)
- Luis Ribot García (Real Academia de la Historia)
- Javier Rupérez (Ambaixador)
- Fernanda Rudi Luisa (Presidenta del Congrés)
- Jerónimo Saavedra (Ministre)
- Salvador Sánchez Terán (Ministre)
- Jesus Sancho Rof (Ministre)
- María Jesús Sainz (Diputat i senador)
- Miguel Satrústegui (SubSecretari de Cultura)
- José Segura Clave (Delegat del Govern)
- Eduardo Serra (Ministre)
- José Enrique Serrano Martínez (Director de Gabinete de la Presid. amb Felipe González i Rodriguez Zapatero)
- José Manuel Soria (Ministre)
- Gustavo Suarez Pertierra (Ministre)
- Alfredo Timermans (Secretari d'Estat)
- Leopoldo Torres Boursault (Fiscal General de l'Estat)
- Antonio Trevín Lombán (President d'Asturies)
- Francisco Vázquez (Ambaixador i Alcalde d'A Coruña)
- Ignacio Wert José (Ministre)
- Carlos Westendorp (Ministre)
- Virgilio Zapatero (Ministre)
- Carlos Bárcena y Portolés (Ambaixador)
- José Ignacio Benavides (Ambaixador)
- José de Carvajal (Ambaixador)
- Manuel Gómez de Valenzuela (Ambaixador)
- Juan González Cebrián (Ambaixador)
- Eloy Ibáñez (Ambaixador)
- Rafael Jover (Ambaixador)
- Antonio Oyarzábal (Ambaixador)
- Arturo Pérez Martínez (Ambaixador)
- Manuel Pombo (Ambaixador)
- Carlos Sánchez Boado (Ambaixador)
- José Luis Tapia Vicente (Ambaixador)
- Servando de la Torre (Ambaixador)
- José Antonio Yturriaga (Ambaixador)

El 3 de novembre es feia públic que la Fiscalia Anticorrupció portava un any investigant l'ús de tarjetes black, que impliquen terceres persones anomenades testaferros, les quals pagaven despeses del rei i la seva família.
Al desembre l'advocat del rei emèrit anuncia que s'havia presenta una declaració extraordinària voluntària davant l'administració pública espanyola per regularitzar la seva situació fiscal. En total va pagar 678.393,72 euros.

## Valoració

### La confiança ciudadana

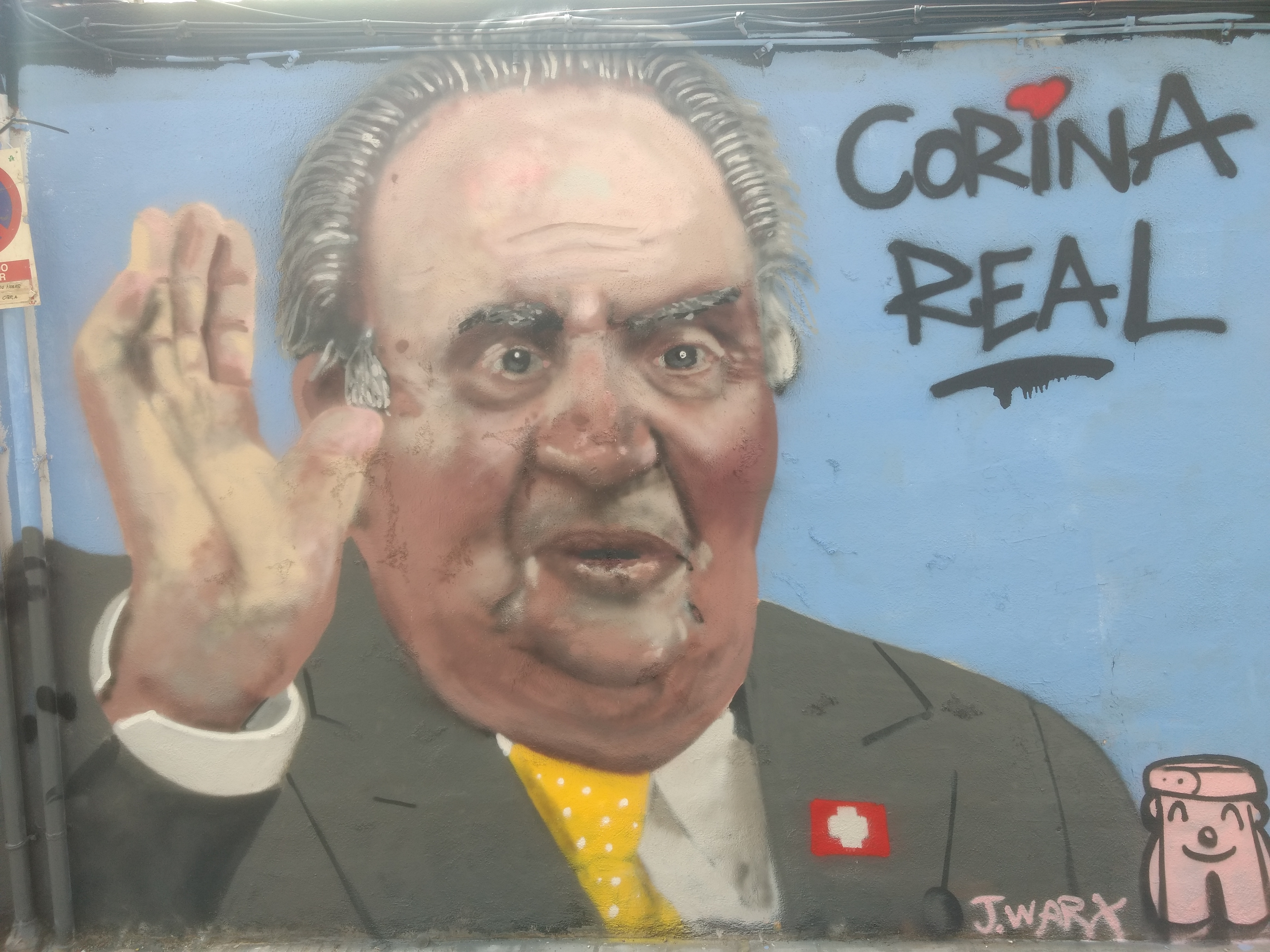
Mural de J. Warx dedicat a Joan Carles al barri de Benimaclet, a València.

Segons diversos sondejos d'opinió, durant la major part del seu regnat el rei va gaudir d'un nivell de popularitat molt elevat a Espanya i en certes parts d'Iberoamèrica, on va arribar a ser considerat el líder més popular a 2008. La seva figura, considerada una garantia d'ordre i estabilitat, sempre va gaudir d'un elevat suport popular, fins i tot durant els primers anys de la crisi econòmica iniciada el 2008, mentre es produïa un profund desencís ciutadà cap a la resta d'institucions de l'Estat.
No obstant això, aquesta tendència va patir el primer canvi dràstic a l'abril de 2012, després de saber-se que havia participat en una cacera duta a terme a Botswana durant els pitjors moments de la crisi econòmica. En aquell moment, el suport de la població, que es trobava en el 74%, va caure fins al 52%. Tot i que el percentatge d'aprovació créixer lentament i es va situar al desembre del mateix any en el 58%, el 2013, aquest percentatge es va desplomar. A l'abril d'aquell any, per primera vegada, i tot i continuar sent la figura del sistema polític espanyol amb millor valoració (per sobre dels Ajuntaments, el Parlament, el Govern, els partits polítics i els representants polítics), la majoria de la població (53%) desaprovava la forma en què el rei exercia les seves funcions, davant el 42% que sí que l'aprovava. No obstant això, dos mesos després d'aquesta dada, la confiança ciutadana va pujar vuit punts percentuals fins a situar-se al 50% d'aprovació. Tot i situar-se lluny de les dades obtingudes en anys anteriors, el suport ciutadà seguia sent superior a l'obtingut per la resta d'institucions del sistema polític espanyol i també superior a l'obtingut per altres caps d'Estat en els seus respectius països (com als Estats Units, França o Itàlia).
En un sondeig d'opinió realitzat al juny de 2014, pocs dies després d'anunciar-se la seva abdicació, el rei Joan Carles va obtenir un 6,9 sobre 10 a l'hora de qualificar el respecte que inspirava la seva figura entre la ciutadania.
Tot i la renúncia, la institució de la Corona no va recuperar la popularitat perduda; de fet, en el baròmetre del Centre d'Investigacions Sociològiques d'abril de 2015 tot just obtenia un 4,34 sobre 10. Des d'aquest any, l'organisme ja no pregunta als espanyols sobre la Direcció de l'Estat.

### El punt de vista dels historiadors i cronistes
Segons José Álvarez Junco:
| « | El rei Joan Carles va exercir el seu paper de forma positiva durant la Transició. Va poder intentar acumular poder, perquè això és el que li oferia la legislació franquista, però va comprendre, el que demostra la seva intel·ligència, que l'opinió pública no anava a consentir-ho, i va oferir a les forces polítiques en pugna limitar-se a un paper moderador. Els partits van comprendre que, en aquell moment de radical enfrontament, podia ser útil tenir un àrbitre. Perquè l'escenari polític, el 1975-1976, estava paralitzat ... El Rei va ajudar a sortir d'aquesta situació, facilitant l'acord: garantir a l'oposició un procés democràtic i obert i als lleials al règim ordre i absència de canvis revolucionaris, depuracions i represàlies. Gràcies a la seva actitud, per descomptat, i a la sensatesa i les pors de molts altres, el final de la dictadura va ser menys traumàtic del que es temia. L'opinió pública hi va agrair i es va crear, no un monarquisme de fons, sinó un ampli corrent de benevolència «joancarlista». Una benevolència que ha disminuït en els últims temps, com tots sabem, per diversos errors comès per ell mateix i la seva família política. | » |

Segons Santos Juliá:
| « | L'abdicació del rei Joan Carles I tanca el millor i més fructífer període de la monarquia constitucional a Espanya. […] a la durada del regnat de Joan Carles I ha trencat aquesta espècie de malefici que ha portat Espanya al primer lloc de la classificació de reis deposats. La raó és que, per primera vegada en la nostra història, la monarquia s'ha reconciliat definitivament amb la democràcia, i no perquè hagi estat un rei demòcrata sinó perquè la Constitució de 1978 va relegar a l'oblit una constant de les constitucions espanyoles del segle XIX: que el Rei era, amb les Corts, sobirà. Liquidada la sobirania règia, convertits ja que tots els espanyols en únic subjecte de sobirania, Espanya va entrar en un procés de construcció d'un Estat democràtic que va procedir a una profunda distribució de poder territorial amb el desenvolupament de les autonomies regionals. | » |

Segons Juan Pablo Fusi:
| « | La significació històrica de la figura de Joan Carles I sembla indubtable, evident: contra els projectes continuistes de la dictadura de Franco (1939-1975) (que amb el nomenament el 1969 del rei Joan Carles com a hereu a títol de rei es va creure que garantiria la prolongació del franquisme en una monarquia del 18 de juliol), la monarquia del rei Joan Carles va veure el restabliment de la democràcia a Espanya. […] Amb la Constitució de 1978, Espanya es va configurar com una monarquia democràtica (en la qual el Rei perdia tot poder executiu), i com un Estat autonòmic que conferia un alt grau d'autogovern a nacionalitats (Catalunya, País Basc, Galícia) i regions. Tot i el terrorisme de l'organització basca ETA (850 morts entre 1975 i 2011), la democratització espanyola va cristal·litzar en un règim estable i plural, integrat en la Unió Europea des de 1985, i (fins a la crisi de 2008) en una de les economies més dinàmiques d'Europa. […] El canvi històric havia estat extraordinari. Per a la democràcia espanyola, el 1931 la monarquia havia estat el problema; el 1975, la monarquia havia estat la solució. | » |

Segons Victoria Prego, autora del llibre Así se hizo la Transición (1995):
| « | […] Per mitjà de la Constitució, el Rei torna a poble tots els poders que havia heretat del general Franco i passa a continuació a ser un «Rei constitucional», és a dir, que regna però no governa.< br>Encara tindria el Rei d'intervenir directíssimament en els esdeveniments de la vida nacional per última vegada. L'intent de cop d'Estat de febrer de 1981 va ser portat al fracàs per l'actitud del rei Joan Carles. No oblidem que la major part dels capitans generals de les regions militars es van posar a les ordres de Sa Majestat. Per al que Sa Majestat ordenés. De manera que si el Rei hagués encoratjat realment el cop, aquest hagués triomfat sense cap dubte. Aquí el Rei es va guanyar el respecte i l'afecte de tots els espanyols sense excepció, que van veure en ell definitivament a l'home dedicat al servei d'Espanya i de les llibertats dels espanyols. […] Els seus últims errors no ocuparan un lloc de primer nivell en la Història d'Espanya. Sí que ho ocuparà la seva aportació a la llibertat i al benestar dels espanyols i la seva lluita sostinguda perquè la democràcia al nostre país s'assentés definitivament. Com, malgrat tots els problemes que l'afligeixen en l'actualitat, així ha estat. | » |

Segons Charles Powell:
| « | Després de la mort de Franco el 20 de novembre de 1975, les accions de Rei van seguir la doble lògica del que el politòleg Giuseppe di Palma ha definit com a legitimació retrospectiva (o «cap enrere») i legitimació prospectiva (o « cap endavant »). D'una banda, l'oposició antifranquista només acceptava la Monarquia en la mesura que aquesta contribuís a portar la democràcia i demostrés ser compatible amb ella ... Al mateix temps, els sectors de la societat més reticents al canvi només acceptarien la democràcia si era compatible amb la Monarquia ... Aquesta doble tasca portava implícita una certa contradicció, ja que la legitimació prospectiva requeria la identificació de la Monarquia amb els valors democràtics i la legitimació retrospectiva amb el passat autoritari. [...] En certa mesura, aquesta ambigüitat va ser la que va fer possible l'intent de cop d'Estat del 23 de febrer de 1981 ... l'actuació d'alguns capitans generals durant la crisi va demostrar que la seva relació amb el Rei era encara de naturalesa preconstitucional, i que per a un sector important de les Forces Armades la seva única vinculació efectiva amb l'Estat es produïa a través de Joan Carles, i no tant per tractar-se del Monarca, com pel fet de ser el successor de Franco. Al desautoritzar públicament el cop en el missatge televisat a la matinada del 24 de febrer, situant la defensa de la Constitució per sobre de qualsevol altra consideració, el Rei no només va posar fi a aquesta contradicció latent, sinó que va conquerir per a la monarquia, de manera ja definitiva, aquesta legitimitat democràtica la recerca havia inspirat la seva actuació des de 1975. | » |

Segons Paul Preston:
| « | Hi ha dos misteris centrals en la vida de Joan Carles, un personal, l'altre polític. La clau de tots dos rau en la definició que fa ell mateix del seu paper: «Per a un polític, l'ofici de Rei és una vocació, ja que li agrada el Poder. Per a un fill de Rei, com jo, és un altre assumpte diferent. No es tracta de saber si m'agrada o no m'agrada. Vaig néixer per a això. I des de la meva infància, els meus mestres m'han ensenyat a fer també coses que no m'agraden. A casa dels Borbons, ser Rei és un ofici». En aquestes paraules rau l'explicació del que és essencialment una vida de considerables sacrificis. Com explicar d'una altra manera l'aparent serenitat amb què Joan Carles va acceptar que el seu pare li lliurés, a tots els efectes, lligat de peus i mans al règim? […] El segon misteri, una mica més impenetrable, és com un príncep sortit d'una família amb tradicions considerablement autoritàries, obligat a actuar dins d'unes «normes» inventades pel general Franco, i educat per a ser pedra angular d'un complex pla per la continuïtat de la dictadura, es va comprometre fermament amb la democràcia ... | » |

## Crítiques
Algunes ONG i moviments socials van sostenir que, en les seves visites al Marroc, Joan Carles actuava com a intermediari del Govern espanyol en la venda d'armes a aquest país que haurien estat utilitzades per reprimir el poble sahrauí. També se li ha criticat la seva coneguda amistat amb les famílies reials de països de l'Orient mitjà, com Aràbia Saudita, Kuwait o Emirats Àrabs Units, països amb règims autoritaris, destacant el cas de l'Aràbia Saudita (la monarquia absoluta controla tots els organismes de l'Estat i ha estat durant anys acusada de corrupció massiva i de constituir un règim feudal i no lliure).
Dins de les crítiques com a rei, sovint també s'han inclòs als mitjans de comunicació espanyols, que segons els seus crítics donen una imatge deliberadament positiva de la seva figura, que fins i tot alguns mitjans estrangers han assenyalat com un autèntic culte a la personalitat. Altres crítiques es van referir a la irresponsabilitat penal de monarca, consagrada en la Constitució Espanyola de 1978, que ho feien no-imputable per qualsevol delicte que pogués cometre. A més, diversos autors han assenyalat el tabú existent en els mitjans de comunicació espanyols al voltant de la figura del rei. També ha estat criticat en alguns sectors seu paper en el 23-F, el fallit cop d'Estat que va tenir lloc el 1981, ja que el rei hauria sabut prèviament de la seva existència o fins i tot podria haver estat partícip. De la mateixa manera, alguns autors van considerar inadequat el «¿Por qué no te callas?» que el rei va deixar anar al president veneçolà Hugo Chávez a la XVII Cimera Iberoamericana. L'any 2007, The Times, un dels diaris més importants del Regne Unit, va criticar el «luxós estil de vida» del rei i la «idealització» que s'ha fet de la seva figura durant 30 anys, al temps que el qualificava de «playboy».
Segons una investigació periodística del diari Público, que va tenir accés a documents classificats, publicada el 2014, el rei Joan Carles I hauria intermediat entre la dictadura militar de Videla a l'Argentina i el govern d'Espanya presidit per Adolfo Suárez des de 1976. Segons la investigació i els documents confidencials, Espanya hauria proporcionat ajuda econòmica a través d'acords comercials i diplomàtics. Al seu torn, el rei també hauria fet d'intermediari entre la dictadura argentina i grans empresaris i banquers espanyols, entre els quals es trobaria Emilio Botín pare, propietari del Banc Santander. La necessitat de l'Argentina per obtenir divises provindria de les grans despeses que suposaven en aquests anys els seus programes de repressió política (vegeu Vols de la mort i Detinguts-desapareguts pel terrorisme d'estat a l'Argentina). La investigació també assenyalava l'intercanvi de regals i condecoracions entre alts càrrecs de les dues nacions; per exemple, el rei Joan Carles el 1978 li va concedir a Videla la Gran Creu de l'Orde del Mèrit Militar i el Collaret de l'Orde d'Isabel la Catòlica, mentre que el llavors príncep Felip va ser nomenat per l'Armada Argentina Guardiamarina honoris causa el 1981. Espanya també hauria donat cursos a 33 militars argentins entre 1976 i 1983 (ja en la democràcia) partícips de la repressió al seu país.

### L'incident de Botswana

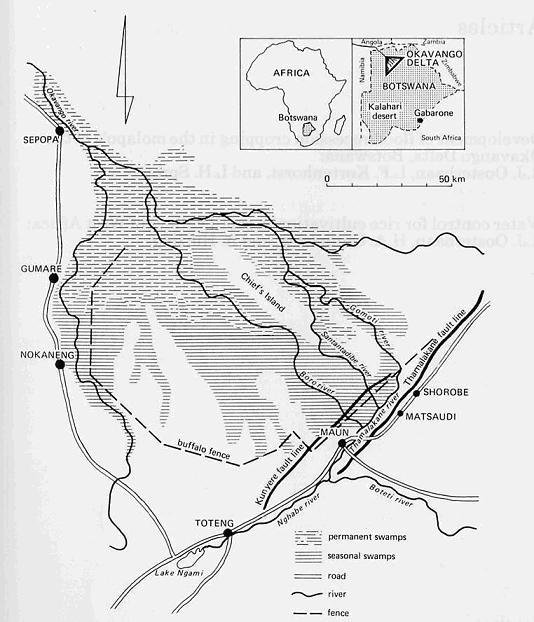
Mapa de delta de l'Okavango, a nord de Botswana

A la matinada de el divendres 13 de abril de 2012, Joan Carles va patir una caiguda a l'ensopegar en la foscor amb un esglaó, i aquest contratemps domèstic desencadenaria la major crisi del seu regnat fins llavors. La raó era que el contratemps s'havia produït en un bungalou de luxe a Botswana, on el rei s'havia desplaçat amb uns amics per practicar la cacera d'elefants mentre que Espanya es trobava sumida en una greu crisi econòmica iniciada el 2008.
Donada la gravetat de la caiguda i l'avançada edat del monarca (74 anys), es va decidir repatriar-lo a Espanya. Va ser ingressat a l'hospital USP San José, de Madrid, on va haver de ser sotmès a dues operacions quirúrgiques per substituir una pròtesi de maluc i reparar una triple fractura de fèmur. En sortir de l'habitació després de rebre l'alta hospitalària, es va dirigir a una càmera de televisió que l'esperava i va demanar disculpes amb aquestes paraules: «Ho sento molt; m'he equivocat i no tornarà a passar». Aquesta frase es convertiria amb el temps en una de les més cèlebres del seu regnat.

#### Els detalls de l'expedició
Al principi, ni la Casa del Rei ni el Govern van informar del viatge, i mai es va donar versió oficial fidedigna alguna del que havia succeït al llarg d'aquests cinc dies d'estada al país africà. Però segons investigacions periodístiques, després d'aterrar a Maun, a nord de país africà, el monarca havia agafat un avió privat fins al seu campament de destinació al delta del riu Okavango.
Anava acompanyat de la seva amant, Corinna zu Sayn-Wittgenstein, dels seus amics Josep Cusí i Philip Adkins (el primer marit de Corinna) i de l'empresari sirià Mohamed Kayali. Amb Corinna va viatjar també el seu fill Alexander, de deu anys, a què Joan Carles havia convidat com a regal pel seu desè aniversari.
El dia 11, el monarca va abatre un elefant de 50 anys després de disparar-li set vegades amb el seu rifle Rigby Express del calibre 470. La fotografia del monarca i el director de Rann Safaris (empresa de serveis cinegètics), posant davant de l'exemplar abatut va ser recollida en portada per nombrosos mitjans informatius i va significar el començament de la davallada del seu regnat davant l'opinió pública espanyola.

#### El cost del safari
Segons informacions del diari digital El Español, el cost per persona era d'almenys 50.000 euros. Segons el diari ABC, caçar un elefant costava el 2012 uns 37.000 euros.
El safari de luxe, que incloïa la cacera, l'avió privat i el campament, va ser pagat per Mohamed Eyad Kayali, magnat sirià de la construcció, representant de la Casa Reial de l'Aràbia Saudita a Espanya i home de confiança del príncep Mohammed bin Salman.

#### Les conseqüències sobre la seva reputació
Entre els ciutadans espanyols es van despertar seriosos recels; primer, perquè el rei no hauria d'acceptar regals que superessin determinada quantia i, segon, perquè l'Executiu hauria d'haver informat del cost per a l'erari públic, ja que el monarca s'havia desplaçat, com de costum, acompanyat de quatre escortes i el seu metge intensivista. En una dura editorial publicada el dissabte 14, el diari El Mundo sentenciava:
| « | Caldria conèixer les circumstàncies concretes per matisar més les nostres opinions, però, a partir del que hem pogut saber, es tracta d'un viatge irresponsable, realitzat en el moment més inoportú. I això perquè resulta molt poc exemplar l'espectacle d'un monarca caçant elefants a l'Àfrica quan la crisi econòmica al nostre país provoca tants problemes als espanyols, incloses algunes situacions familiars dramàtiques. Això transmet una imatge d'indiferència i frivolitat que el Cap d'Estat mai pot donar. | » |

La imatge de la monarquia va caure a mínims històrics. En el baròmetre del CIS d'abril de 2013, els espanyols van qualificar la seva confiança en la institució amb un 3,68 sobre 10, en contrast amb el 7,48 que s'havia registrat al novembre de 1995.

### Sospites de corrupció

#### El fons del SSIF
El fons sobirà de l'Autoritat General d'Inversions d'Aràbia Saudita (Saudi Arabian General Investment Authority SAGIA), inicialment batejat com a Fons Hispano-Saudita d'Infraestructures (SSIF, per les sigles en anglès), es va gestar durant la visita oficial de Joan Carles a l'Aràbia Saudita a l'abril de 2006 i va quedar segellada dos mesos després, quan el monarca saudita Abdul·lah de l'Aràbia Saudita va tornar la visita a Espanya. Ideat en principi com un consorci d'empreses hispano-saudita, va ser presentat al Palau del Pardo al juny de 2007, encara que per llavors ja s'havia fixat la seva seu social a l'illa de Guernsey, un paradís fiscal ubicat al canal de la Mànega. La invitació als inversors espanyols s'havia tramitat directament des del Palau de la Zarzuela. El projecte consistia a crear un fons d'inversió de 1000 milions de dòlars «per al desenvolupament d'inversions en infraestructures d'energia (en particular d'energies renovables), transport i telecomunicacions», i com a intermediària d'operacions figurava, entre d'altres consultors, Corinna Larsen.
Tres anys després, els inversors espanyols es van queixar als gestors de fons sobre els reiterats retards en les aportacions per part dels seus socis saudites. El consorci espanyol portava desemborsats més de 15 milions de dòlars quan va decidir subscriure un acord de cancel·lació; a canvi de liquidar completament els compromisos contrets, els empresaris defraudats renunciaven a les quantitats ja desemborsades i, a més, abonarien el 0,85% de les aportacions totals compromeses. El muntant total de les pèrdues va ascendir a 21 milions de dòlars. En aquesta quantitat s'incloïa la minuta de l'empresària germano-danesa, que va ascendir a prop de cinc milions de dòlars.

#### El cas de lesCintes de Corinna
Al juliol de 2018 els mitjans digitals OkDiario i El Español van fer públiques les gravacions d'una trobada que havia tingut lloc tres anys abans a Londres entre Corinna zu Sayn-Wittgenstein, el comissari José Manuel Villarejo i l'expresident de Telefónica Juan Villalonga, amic comú de tots dos. En aquests àudios, Corinna acusa Joan Carles I de cobrar comissions, que ascendirien a 100 milions d'euros, per l'adjudicació de les obres de construcció de la línia de tren d'alta velocitat La Meca-Medina, així com d'ocultar a Suïssa la seva suposada fortuna servint-se de testaferros i d'empreses fantasma.
Durant la conversa, l'empresària germano-danesa afirma que el rei l'havia utilitzat per comprar nombroses propietats (al Marroc i en altres països), fins i tot a les seves espatlles, i que no ho feia per generositat, sinó perquè Corinna tenia el seu domicili fiscal a Montecarlo. Un cop acabada la relació sentimental, el rei li hauria exigit traspassar els béns al seu cosí Álvaro d'Orleans i Borbó, resident també a Mònaco. En els àudios sembla traslluir la por de l'empresària que si efectuava el traspàs es veuria implicada en un delicte de blanqueig de diners.

#### El cas delsPapers de Ginebra
El 3 de març de 2020 el diari ginebrí Tribune de Genève va revelar que, arran de la difusió dels enregistraments del comissari Villarejo a Corinna Larsen a Londres en 2015 (cas de les cintes de Corinna), el fiscal en cap (premier procureur) del cantó de Ginebra, Yves Bertossa, estava duent a terme una investigació penal secreta per un possible delicte de blanqueig de capitals agreujat: la causa judicial P14783 / 2018, també coneguda per la premsa transalpina com «els papers secrets de Ginebra». Es tractava d'esbrinar una suposada donació de 100 milions de dòlars de l'aleshores rei de l'Aràbia Saudita, Abdullah ibn Abdulaziz, que havia estat ingressada el 8 d'agost de 2008 a un compte d'una sucursal bancària panamenya d'un banc privat ginebrí Mirabaud. El compte havia estat obert el dia anterior pel gestor de fons helvètic Arturo Fasana a nom d'una entitat instrumental anomenada Fundació Lucum, radicada també a Panamà. El beneficiari era el llavors rei d'Espanya, Joan Carles I.
El fiscal suís sospitava que hi havia una relació entre l' «obsequi» del monarca saudita i l'adjudicació de les obres de l'«AVE» a la Meca. Una de les hipòtesis que s'estudiaven era que l'import fos un percentatge que el rei saudita hagués «reservat» al monarca i la comissionista Larsen a canvi de convèncer el consorci que reduís substancialment la seva proposta. Com aquest finalment va accedir a la rebaixa, la parella va rebre la seva comissió per part dels saudites. En paraules de periodista d'El País José María Irujo en el documental «El virus de la corona»,
| « | suposadament, les empreses espanyoles que van aconseguir l'obra van fer una rebaixa del 30% en la seva oferta final. Aquest «pool» de 12 empreses espanyoles liderat per Renfe, Adif, OHL... van aconseguir el contracte de segle. S'havien presentat empreses de tot el món: xineses, franceses, alemanyes ...; arriben els francesos i els espanyols a la final i, a l'oferta definitiva, guanya el «pool» espanyol. | » |

 Per Maria Peral, de El Español, es tractaria d'una sobrecomissió pagada pels adjudicataris. Encara que l'operació no es va formalitzar fins a l'octubre de 2011, la licitació, acordada en 6736 milions d'euros, es va produir en 2006.

##### Els testaferros
Les investigacions de Bertossa es van encaminar en primer lloc cap als presumptes intermediaris utilitzats per a la gestió i disponibilitat de diners. A més de la pròpia Corinna, en aquestes maniobres estaven implicats:
- Arturo Fasana: gestor de grans fortunes a través del seu bufet de consultoria financera Rhône Gestion. Va estar encausat en el cas Gürtel com a gestor de l'empresari espanyol Francisco Correa i apareixia en els papers de Panamà com a assessor de Jordi Pujol.[146]
- Dante Canonica: advocat, amb domicili fiscal a Mònaco. Junt amb Fasana va assumir l'encàrrec de Joan Carles de crear l'estructura financera opaca que s'encarregaria de rebre la donació. També va haver de declarar per la trama Gürtel.
- Álvaro de Orleans i Borbó: cosí llunyà de Joan Carles de Borbó i resident a Mònaco. El 2003, després de cobrar 50 milions de francs suïssos per actuar d'intermediari en la venda del Banc Zaragozano al Barclays Bank londinenc,[147] va constituir la fundació Zagatka. Va aparèixer en els papers de Panamà com a director d'un entramat de societats opaques radicades en paradisos fiscals per a realitzar operacions immobiliàries a la costa gaditana.

##### Les empreses fantasma
- Fundació Lucum: Constituïda el 31 de juliol de 2008. Fasana va obrir un compte bancari, amb el número 505.523 en una sucursal panamenya de la banca Mirabaud vinculada a aquesta societat. Mirabaud actuava com «banc custodi», mentre que els fons eren administrats per Rhône Gestion.[148] Com a president figuraria el propi Fasana; com a secretari i assessor jurídic, Dante Canonica;[149] i com a beneficiari econòmic últim, el llavors rei d'Espanya Joan Carles I. Una setmana després es va registrar l'ingrés de la donació sospitosa. Quatre anys més tard, els executius de Mirabaud, davant les possibles repercussions negatives per a la reputació de la seva entitat, sobretot després de l'accident de Botswana, van demanar a Fasana i Canonica que la fundació rescatés els fons i es desvinculés de banc. El rei, que tampoc «se sentia còmode» amb la col·laboració creixent de la banca suïssa amb les autoritats supervisores de la Unió Europea,[148] va començar llavors a buidar el compte. Entre els seus moviments «menors» va quedar registrat el d'un milió d'euros atorgat a una amant ginebrina i dos milions a la seva examant i amiga Marta Gayá.[150] No obstant això, la major part, 65 milions d'euros, va anar a parar a un compte de la Solare Investors Corporation (darrere de la qual estava Larsen), al banc Gonet i Cie, en Nassau (Bahames).[151] El periodista d'El País José María Irujo, al documental «El virus de la corona», afirma que, al seu torn, 39 d'aquests milions van ser traspassats a un banc dels Estats Units d'Amèrica.[144] Finalment, es va cancel·lar el compte i es va liquidar la societat.
- Fundació Zagatka: Fundada el 2003 a la capital de Liechtenstein, Vaduz, per Álvaro d'Orleans. El 28 de juliol de 2009, Arturo Fasana, en representació d'aquesta societat, va obrir en una sucursal ginebrina de la banca Credit Suisse el compte bancari número 0251-798208-9, amb Álvaro d'Orleans com a beneficiari «efectiu»[152] o «indirecte».[153] Segons The Telegraph, entre les condicions de contractació es va fer constar una disponibilitat de fins a 150.000 euros cada dos mesos «per necessitats personals i factures».[152] D'aquesta manera, qualsevol persona amb una targeta de crèdit vinculada al compte podia treure diners en metàl·lic d'un caixer o endossar les despeses de la seva activitat social sense deixar rastre. Segons les indagacions del fiscal de Ginebra, Zagatka va servir de pantalla per contractar anònimament jets privats i factures d'hotels per Joan Carles; només en vols, es van abonar entre 2016 i 2019 cinc milions d'euros.[144] El periodista Manuel Cerdán, d'OK Diario, va esbrinar que De Orleans donava en totes les seves operacions amb Zagatka el domicili del rei emèrit: «Palau de la Zarzuela, 28071-Madrid».[153] L'aristòcrata sempre ha defensat que el seu objectiu era ajudar a famílies reials europees.

#### Les repercussions polítiques i judicials
El cas va posar en alerta a diverses instàncies polítiques i judicials a Espanya:
- 22 juliol 2018: L'Audiència Nacional incorpora les revelacions a la causa 96/2017 (cas Villarejo) en una peça separada,[154] la peça Carol.[155]
- 23 juliol 2018: Els partits Unidos Podemos, Esquerra Republicana de Catalunya, PDeCAT, Compromís i Bildu, que aglutinaven un total de 90 diputats, registren la petició que s'obrís una comissió d'investigació al Congrés dels Diputats.[156]
- 26 juliol 2018: La formació catalanista En Comú Podem planteja una pregunta per saber si el Govern socialista de Pedro Sánchez té previst investigar a l'Executiu anterior; aquesta investigació tindria com a objectiu determinar si el comissari Villarejo va acudir a la reunió de Londres per encàrrec del Govern de Mariano Rajoy «i aclarir, per tant, si aquest va sol·licitar o autoritzar aquesta reunió».[157]
- 4 setembre 2018: El Congrés dels Diputats, amb els vots de PP, PSOE i Ciutadans, rebutja la creació de la comissió d'investigació invocant la inviolabilitat de Joan Carles quan suposadament van succeir els fets.[158]
- 7 setembre 2018: El jutge Diego de Egea arxiva la causa basant-se en la «falta de credibilitat» del testimoni de l'examiga del rei emèrit, en la prescripció dels suposats delictes fiscals i en l'absència d'indicis de criminalitat d'algunes de les conductes.[159]
- 31 de març de 2020: PSOE, PP i Vox rebutgen, per tercera vegada en un mes, la petició per crear una comissió d'investigació, al·legant que la Cambra baixa no pot controlar al rei en virtut del seu inviolabilitat.[160]
- 8 de juny de 2020: La Fiscalia del Tribunal Suprem obre diligències preprocessals per dos possibles delictes (frau fiscal i blanqueig de capitals), comesos pel rei emèrit després de l'adjudicació de la fase II de les obres de l' «AVE del Desert».[161]
- 16 de juny de 2020: Ciutadans se suma a un nou rebuig, que aquesta vegada diu fonamentar-se en el «criteri dels lletrats de la Cambra baixa» a seguir indagant en les activitats del rei emèrit.[162]
- 3 de juliol de 2020: La institució cultural catalana Òmnium Cultural presenta davant del Tribunal Suprem una querella criminal contra Joan Carles perquè s'investigui l'origen de la seva fortuna a l'estranger. Paral·lelament, sol·licita al Consell Federal suís el bloqueig dels seus comptes.[163]
- 27 de juliol de 2020: El Jutjat Central d'Instrucció de l'Audiència Nacional acorda reobrir la peça Carol, que havia estat arxivada provisionalment pel jutge Diego de Egea el 7 de setembre de 2018, davant l'aparició de nous indicis de suborn. El titular del jutjat cita a declarar com a imputats a Juan Villalonga, José Manuel Villarejo, el seu soci Rafael Redondo i Corinna Larsen.[164]

#### El viatge a la Polinèsia
Segons informacions del diari El Confidencial del dia 20 de juliol de 2020, Joan Carles, per celebrar el seu 78è aniversari, va gaudir el gener de 2016 d'un viatge a la Polinèsia Francesa; les despeses de desplaçament del viatge havien estat sufragats amb diners de dubtosa procedència. Aquestes despeses, corresponents a cinc bitllets d'avió d'anada i tornada per a Joan Carles i els seus quatre escortes a la capital, Papeete, van ascendir a uns 32.900 euros.
Al novembre de l'any anterior, l'entorn del rei emèrit, a través de l'advocat Dante Canonica, es va posar en contacte amb la fundació Zagatka perquè aquesta societat es fes càrrec del desemborsament. Credit Suisse, banc que gestionava el compte associat, va pagar la quantitat estipulada a la societat offshore Fathomless Advisory Services Limited i, d'aquesta, a una altra anomenada Cadenza Evening Limited. Aquesta última estava administrada per Philip Adkins, primer marit de Corinna i amic del rei, que va ser qui un mes abans havia comprat els bitllets d'avió.
Si es confirma l'origen il·lícit del capital de Zagatka, el rei emèrit, que per aquelles dates ja havia perdut la condició d'inviolable, podria enfrontar-se a acusacions de blanqueig de capitals.

### La seva fortuna personal
La fortuna de Joan Carles és difícil de quantificar. Al setembre de 2012 el diari The New York Times va publicar un article titulat «Un Rei escarmentat que busca la redempció, per a Espanya i la seva Monarquia». En el text, difós cinc dies després que el monarca visités el diari per explicar la situació espanyola i millorar la imatge de país, s'indicava, entre altres dades, que «la fortuna de la Família Reial espanyola ha estat estimada en fins a 2.300 milions de dòlars [gairebé 1.800 milions d'euros]». Fonts del diari novaiorquès van indicar posteriorment que el càlcul no havia estat producte d'una investigació pròpia, sinó que es basava en una mitjana de xifres ja publicades.

Les úniques publicacions que, fins a aquesta data, havien inclòs una xifra per la fortuna del rei d'Espanya, havien estat les revistes Eurobusiness (2000 i 2002) i Forbes (2003). Precisament, aquesta última va justificar la inclusió del monarca espanyol en les seves llistes de 2003 per la dada que un any abans havia publicat Eurobusiness. Eurobusiness va ser la primera a parlar de 1.790 milions d'euros en la llista que va publicar el 2002 amb les 400 persones més riques d'Europa. Encara que en el suplement anterior, publicat l'any 2000, el rei ja havia aparegut amb una fortuna estimada en uns 1.681 milions d'euros, la dada va passar desapercebuda i les reaccions no van arribar fins que es va publicar el nombre de l'any 2002, on s'afirmava:
| « | La família del Rei Joan Carles va heretar un nombre important de propietats a Espanya i en altres llocs d'Europa, incloent una a l'illa de Mallorca [...]. També va recuperar obres d'art. Però la font més important de la fortuna de la Família Reial espanyola procedeix d'una fundació organitzada, a finals de la dècada de 1940, per a la restauració de la monarquia pel General Franco. El Rei té una fortuna personal valorada en 545 milions d'euros i controla béns familiars per valor d'altres 1.136 milions d'euros. | » |

En aquella ocasió el Govern i la Casa del Rei sí van tenir coneixement de la informació i reaccionar desmentint-la. L'ambaixador espanyol al Regne Unit, país en el qual s'editava la revista, va enviar una carta al director de la mateixa en la qual li transmetia «l'estupor de la Casa de Sa Majestat el Rei d'Espanya» i qualificava d'«absurda» la estimació d'Eurobusiness, al que afegia la possible explicació a l'«erroni» càlcul de la revista:
| « | L'absurda xifra de 1.700 milions d'euros només es pot explicar per haver entès vostès, erròniament, que els béns públics propietat de Patrimoni Nacional, de l'Estat espanyol, són propietat privada de Sa Majestat el Rei, la qual cosa és evidentment inexacte [... ] la seva Majestat efectua anualment, com la resta dels espanyols obligats a això, les corresponents declaracions de renda i patrimoni. | » |

Sobre la qüestió de si els béns immobles de Patrimoni Nacional van ser inclosos en l'estimació de la fortuna, l'article de The New York Times sentència: «una suma [els 2.300 milions de dòlars] que els seus defensors afirmen que va ser inflada per la inclusió de propietats del govern».
La premsa generalista espanyola que va analitzar la informació sobre la suposada fortuna, va alinear les seves tesis amb el dictamen del Govern, qualificant la dada d'«exorbitant» i «inversemblant», de «càlcul incorrecte», «xifra equivocada» i «inflada» o de «xocant». No obstant això, a Espanya, altres veus, com l'economista i catedràtic de la UPM, a més d'antic conseller delegat de CAMPSA, Roberto Centeno, que es presenta a si mateix com a assessor de la campanya de Donald Trump a Espanya, va donar per vàlida la xifra de The New York Times, i va acusar el monarca i el seu antic administrador, Manuel Prado y Colón de Carvajal, de cobrar comissions pel petroli importat per l'Estat procedent de països de l'Orient Mitjà (d'1 a 2 dòlars per barril) des de finals de la dècada del 1970. El 2015 es va filtrar una conversa, gravada pel Centre Nacional d'Intel·ligència, on l'empresari Javier de la Rosa afirmava que el corredor de borsa Arturo Fasana, implicat en diverses trames de corrupció i blanqueig de diners, «va guardar» en algun moment 300 milions a Joan Carles.
Amb tot, un dels més analistes més crítics respecte a les activitats de Joan Carles és l'enginyer, economista i escriptor espanyol Roberto Centeno. Col·laborador del diari Alerta Digital, la seva trajectòria professional havia transcorregut en diverses empreses públiques relacionades amb el sector energètic. Centeno sosté que, després de fer-se ell responsable, en l'exercici de les seves responsabilitats, de la contractació d'un carregament de petroli kuwaitià, el llavors ministre d'Hisenda, Francisco Fernández Ordóñez, li va fer arribar un toc d'atenció perquè no tornés a formalitzar un contracte de subministrament de petroli al Pròxim Orient perquè (li va advertir) aquest terreny estava «reservat» per a Manuel Prado y Colón de Carvajal. Segons l'economista, Fernández Ordóñez va arribar a dir-li: «Mira, ha estat aquí Manolo Prado, que s'ha assabentat que estaves a Kuwait i m'ha muntat un pollastre que no pots imaginar; m'ha dit que l'Aràbia Saudita i els Emirats són exclusivament seus i ningú més que ell pot negociar ni un barril, així que ni se't passi pel cap tornar a fer res semblant». I acaba assegurant que Joan Carles, a través del seu representant i administrador privat, Manuel de Prado, «tenia el monopoli dels nostres subministraments extra durant la crisi del petroli», i que «Hisenda pagava pel petroli el que posava a la factura, sense entrar en esbrinaments i menys cometre la grolleria de dir que es podia comprar més barat que quan l'aconseguidor era Prado».
Així mateix, la Casa del Rei rep cada any una aportació dels Pressupostos Generals de l'Estat, que per exemple el 2007 fou de 8,3 milions d'euros, el 2008 de 8,7 milions d'euros i el 2009 de 8,9 milions d'euros. Això és sota el concepte de «sosteniment de família i casa».
Es desfeu una part d'ombra sobre els ingressos de la casa reial el 2012 quan arran de la crisi econòmica i de les reduccions de sou consegüents a aquesta es revelà que el rei rebia un sou anual de 292.752 euros bruts mentre que el seu fill en cobrava 146.376. El rei i la seva fortuna van fer l'objecte d'un article del diari estatunidenc, el New York Times el 29 setembre de 2012. A l'article els periodistes afegien que a més del patrimoni conegut no existia cap llista de tots els nombrosos regals (com ara cotxes de luxe, iots o residències secundàries) rebuts pel monarca al llarg del seu regnat. L'opacitat de les finances de la casa reial espanyola han estat criticades constantment pel diputat d'ERC Joan Tardà que presentà, després de diverses iniciatives anteriors rebutjades pel govern espanyol o la Mesa del Congrés gràcies als vots del PSOE, PP i CiU, el 15 d'abril de 2009 al Tribunal d'Estrasburg una demanda contra l'Estat espanyol per manca de transparència en aquest afer.

#### Fundacions on n'és beneficiari i donacions a presumptes examants
El 2018 en diversos mitjans espanyols parlar de gravacions fetes per José Manuel Villarejo en les que l'empresària alemanya Corinna Larsen parlava de comissions rebudes per Joan Carles I pel contracte de la línia de tren d'alta velocitat La Meca-Medina. Es va investigar per l'Audiència Nacional, que la va arxivar al·legant que no hi havia «indicis racionals de delictes» i que, encara que es provessin els fets, s'haurien produït quan el rei era «inviolable». El ministeri públic suís primer i la Fiscalia Anticorrupció després investiguen el cas. Joan Carles hauria rebut 100 milions de dòlars d'Abdul·lah de l'Aràbia Saudita, ingressats en un compte corrent al banc suís Mirabaud a nom de la fundació panamenca Lucum, de la qual Joan Carles I era l'únic beneficiari, i en cas de defunció el seu fill Felip VI d'Espanya, dels que el 2012 va donar dos milions a Marta Gayà entre 2011 i 2012 i 65 milions a Corinna Larsen, que els va ingressar a la filial d'un altre banc suís a Bahames,
També va rebre 1,9 milions de dòlars del sultà de Bahrain el 2010 a la fundació Lucum.
També s'ha donat a conèixer que a la fundació Zagatka, del seu cosí Álvaro de Orléans-Borbón des de la que s'ha finançat despesa personal de Joan Carles de Borbó, apareix como a tercer beneficiari.

#### Retirada de l'assignació
En 2020, en sortir a la llum pública la seva participació en fundacions nodrides amb fons opacs, el seu fill Felip VI d'Espanya va retirar-li l'assignació anual de 200.000 euros i va renunciar a l'herència monetària i financera que no s'ajustés a la legalitat, rectitud i integritat de l'activitat institucional i privada.

## Vida privada i familiar

### Ascendents
El Joan Carles és descendent directe d'importants governants de diversos països europeus. És descendent de la reina Victòria I del Regne Unit a través de la seva àvia Victòria Eugènia; de Lluís XIV de França a través de la Casa de Borbó; de l'emperador Carles V del Sacre Imperi Romanogermànic, membre de la dinastia dels Habsburg del Sacre Imperi Romanogermànic; i de la Casa de Savoia d'Itàlia.
|  |                                                                          |  |  |  |  |  |  |  |  |  |  |  |  |  |  |  |
|  | 16. Francesc d'Assís de Borbó                                            |  |  |  |  |  |  |  |  |  |  |  |  |  |  |  |
|  |                                                                          |  |  |  |  |  |  |  |  |  |  |  |  |  |  |  |
|  |                                                                          |  |  |  |  |  |  |  |  |  |  |  |  |  |  |  |
|  | 8. Alfons XII, rei d'Espanya                                             |  |  |  |  |  |  |  |  |  |  |  |  |  |  |  |
|  |                                                                          |  |  |  |  |  |  |  |  |  |  |  |  |  |  |  |
|  |                                                                          |  |  |  |  |  |  |  |  |  |  |  |  |  |  |  |
|  | 17. Isabel II, reina d'Espanya                                           |  |  |  |  |  |  |  |  |  |  |  |  |  |  |  |
|  |                                                                          |  |  |  |  |  |  |  |  |  |  |  |  |  |  |  |
|  |                                                                          |  |  |  |  |  |  |  |  |  |  |  |  |  |  |  |
|  | 4. Alfons XIII, rei d'Espanya                                            |  |  |  |  |  |  |  |  |  |  |  |  |  |  |  |
|  |                                                                          |  |  |  |  |  |  |  |  |  |  |  |  |  |  |  |
|  |                                                                          |  |  |  |  |  |  |  |  |  |  |  |  |  |  |  |
|  | 18. Carles Ferran d'Àustria                                              |  |  |  |  |  |  |  |  |  |  |  |  |  |  |  |
|  |                                                                          |  |  |  |  |  |  |  |  |  |  |  |  |  |  |  |
|  |                                                                          |  |  |  |  |  |  |  |  |  |  |  |  |  |  |  |
|  | 9. Maria Cristina d'Àustria                                              |  |  |  |  |  |  |  |  |  |  |  |  |  |  |  |
|  |                                                                          |  |  |  |  |  |  |  |  |  |  |  |  |  |  |  |
|  |                                                                          |  |  |  |  |  |  |  |  |  |  |  |  |  |  |  |
|  | 19. Elisabet d'Àustria                                                   |  |  |  |  |  |  |  |  |  |  |  |  |  |  |  |
|  |                                                                          |  |  |  |  |  |  |  |  |  |  |  |  |  |  |  |
|  |                                                                          |  |  |  |  |  |  |  |  |  |  |  |  |  |  |  |
|  | 2. Joan de Borbó i Battenberg                                            |  |  |  |  |  |  |  |  |  |  |  |  |  |  |  |
|  |                                                                          |  |  |  |  |  |  |  |  |  |  |  |  |  |  |  |
|  |                                                                          |  |  |  |  |  |  |  |  |  |  |  |  |  |  |  |
|  | 20. Alexandre de Hessen-Darmstadt                                        |  |  |  |  |  |  |  |  |  |  |  |  |  |  |  |
|  |                                                                          |  |  |  |  |  |  |  |  |  |  |  |  |  |  |  |
|  |                                                                          |  |  |  |  |  |  |  |  |  |  |  |  |  |  |  |
|  | 10. Enric de Battenberg                                                  |  |  |  |  |  |  |  |  |  |  |  |  |  |  |  |
|  |                                                                          |  |  |  |  |  |  |  |  |  |  |  |  |  |  |  |
|  |                                                                          |  |  |  |  |  |  |  |  |  |  |  |  |  |  |  |
|  | 21. Júlia von Hauke                                                      |  |  |  |  |  |  |  |  |  |  |  |  |  |  |  |
|  |                                                                          |  |  |  |  |  |  |  |  |  |  |  |  |  |  |  |
|  |                                                                          |  |  |  |  |  |  |  |  |  |  |  |  |  |  |  |
|  | 5. Victòria Eugènia de Battenberg                                        |  |  |  |  |  |  |  |  |  |  |  |  |  |  |  |
|  |                                                                          |  |  |  |  |  |  |  |  |  |  |  |  |  |  |  |
|  |                                                                          |  |  |  |  |  |  |  |  |  |  |  |  |  |  |  |
|  | 22. Albert de Saxònia-Coburg Gotha                                       |  |  |  |  |  |  |  |  |  |  |  |  |  |  |  |
|  |                                                                          |  |  |  |  |  |  |  |  |  |  |  |  |  |  |  |
|  |                                                                          |  |  |  |  |  |  |  |  |  |  |  |  |  |  |  |
|  | 11. Beatriu del Regne Unit                                               |  |  |  |  |  |  |  |  |  |  |  |  |  |  |  |
|  |                                                                          |  |  |  |  |  |  |  |  |  |  |  |  |  |  |  |
|  |                                                                          |  |  |  |  |  |  |  |  |  |  |  |  |  |  |  |
|  | 23. Victòria I, reina del Regne Unit i d'Irlanda i emperatriu de l'Índia |  |  |  |  |  |  |  |  |  |  |  |  |  |  |  |
|  |                                                                          |  |  |  |  |  |  |  |  |  |  |  |  |  |  |  |
|  |                                                                          |  |  |  |  |  |  |  |  |  |  |  |  |  |  |  |
|  | 1. Joan Carles I, rei d'Espanya                                          |  |  |  |  |  |  |  |  |  |  |  |  |  |  |  |
|  |                                                                          |  |  |  |  |  |  |  |  |  |  |  |  |  |  |  |
|  |                                                                          |  |  |  |  |  |  |  |  |  |  |  |  |  |  |  |
|  | 24. Ferran II, rei de les Dues Sicílies                                  |  |  |  |  |  |  |  |  |  |  |  |  |  |  |  |
|  |                                                                          |  |  |  |  |  |  |  |  |  |  |  |  |  |  |  |
|  |                                                                          |  |  |  |  |  |  |  |  |  |  |  |  |  |  |  |
|  | 12. Alfons de Borbó-Dues Sicílies                                        |  |  |  |  |  |  |  |  |  |  |  |  |  |  |  |
|  |                                                                          |  |  |  |  |  |  |  |  |  |  |  |  |  |  |  |
|  |                                                                          |  |  |  |  |  |  |  |  |  |  |  |  |  |  |  |
|  | 25. Maria Teresa d'Àustria                                               |  |  |  |  |  |  |  |  |  |  |  |  |  |  |  |
|  |                                                                          |  |  |  |  |  |  |  |  |  |  |  |  |  |  |  |
|  |                                                                          |  |  |  |  |  |  |  |  |  |  |  |  |  |  |  |
|  | 6. Carles de Borbó-Dues Sicílies                                         |  |  |  |  |  |  |  |  |  |  |  |  |  |  |  |
|  |                                                                          |  |  |  |  |  |  |  |  |  |  |  |  |  |  |  |
|  |                                                                          |  |  |  |  |  |  |  |  |  |  |  |  |  |  |  |
|  | 26. Francesc de Borbó-Dues Sicílies                                      |  |  |  |  |  |  |  |  |  |  |  |  |  |  |  |
|  |                                                                          |  |  |  |  |  |  |  |  |  |  |  |  |  |  |  |
|  |                                                                          |  |  |  |  |  |  |  |  |  |  |  |  |  |  |  |
|  | 13. Maria Antonieta de Borbó-Dues Sicílies                               |  |  |  |  |  |  |  |  |  |  |  |  |  |  |  |
|  |                                                                          |  |  |  |  |  |  |  |  |  |  |  |  |  |  |  |
|  |                                                                          |  |  |  |  |  |  |  |  |  |  |  |  |  |  |  |
|  | 27. Maria Isabel d'Àustria-Toscana                                       |  |  |  |  |  |  |  |  |  |  |  |  |  |  |  |
|  |                                                                          |  |  |  |  |  |  |  |  |  |  |  |  |  |  |  |
|  |                                                                          |  |  |  |  |  |  |  |  |  |  |  |  |  |  |  |
|  | 3. Maria de la Mercè de Borbó-Dues Sicílies                              |  |  |  |  |  |  |  |  |  |  |  |  |  |  |  |
|  |                                                                          |  |  |  |  |  |  |  |  |  |  |  |  |  |  |  |
|  |                                                                          |  |  |  |  |  |  |  |  |  |  |  |  |  |  |  |
|  | 28. Ferran Felip d'Orleans                                               |  |  |  |  |  |  |  |  |  |  |  |  |  |  |  |
|  |                                                                          |  |  |  |  |  |  |  |  |  |  |  |  |  |  |  |
|  |                                                                          |  |  |  |  |  |  |  |  |  |  |  |  |  |  |  |
|  | 14. Felip d'Orleans                                                      |  |  |  |  |  |  |  |  |  |  |  |  |  |  |  |
|  |                                                                          |  |  |  |  |  |  |  |  |  |  |  |  |  |  |  |
|  |                                                                          |  |  |  |  |  |  |  |  |  |  |  |  |  |  |  |
|  | 29. Helena de Mecklenburg-Schwerin                                       |  |  |  |  |  |  |  |  |  |  |  |  |  |  |  |
|  |                                                                          |  |  |  |  |  |  |  |  |  |  |  |  |  |  |  |
|  |                                                                          |  |  |  |  |  |  |  |  |  |  |  |  |  |  |  |
|  | 7. Lluïsa d'Orleans                                                      |  |  |  |  |  |  |  |  |  |  |  |  |  |  |  |
|  |                                                                          |  |  |  |  |  |  |  |  |  |  |  |  |  |  |  |
|  |                                                                          |  |  |  |  |  |  |  |  |  |  |  |  |  |  |  |
|  | 30. Antoni d'Orleans                                                     |  |  |  |  |  |  |  |  |  |  |  |  |  |  |  |
|  |                                                                          |  |  |  |  |  |  |  |  |  |  |  |  |  |  |  |
|  |                                                                          |  |  |  |  |  |  |  |  |  |  |  |  |  |  |  |
|  | 15. Maria Isabel d'Orleans                                               |  |  |  |  |  |  |  |  |  |  |  |  |  |  |  |
|  |                                                                          |  |  |  |  |  |  |  |  |  |  |  |  |  |  |  |
|  |                                                                          |  |  |  |  |  |  |  |  |  |  |  |  |  |  |  |
|  | 31. Lluïsa Ferranda d'Espanya                                            |  |  |  |  |  |  |  |  |  |  |  |  |  |  |  |
|  |                                                                          |  |  |  |  |  |  |  |  |  |  |  |  |  |  |  |
|  |                                                                          |  |  |  |  |  |  |  |  |  |  |  |  |  |  |  |

### Descendència
El 14 de maig de 1962 es va casar a Atenes amb la princesa Sofia de Grècia i Dinamarca, amb la qual va tenir tres fills:
|  |  |                                              |                                              |                                              |                                              |                                              |                                              |  |  |                                            |                                            |                                            |                                            |                                            |                                            |  |  |                            |                            |                            |                            |                            |                            |  |  | Joan Carles I                | Joan Carles I                | Joan Carles I                | Joan Carles I                | Joan Carles I                | Joan Carles I                |  |  | Sofia de Grècia              | Sofia de Grècia              | Sofia de Grècia              | Sofia de Grècia              | Sofia de Grècia              | Sofia de Grècia              |  |  |                             |                             |                             |                             |                             |                             |  |  |                         |                         |                         |                         |                         |                         |  |  |                        |                        |                        |                        |                        |                        |  |  |  |  |
|  |  |                                              |                                              |                                              |                                              |                                              |                                              |  |  |                                            |                                            |                                            |                                            |                                            |                                            |  |  |                            |                            |                            |                            |                            |                            |  |  | Joan Carles I                | Joan Carles I                | Joan Carles I                | Joan Carles I                | Joan Carles I                | Joan Carles I                |  |  | Sofia de Grècia              | Sofia de Grècia              | Sofia de Grècia              | Sofia de Grècia              | Sofia de Grècia              | Sofia de Grècia              |  |  |                             |                             |                             |                             |                             |                             |  |  |                         |                         |                         |                         |                         |                         |  |  |                        |                        |                        |                        |                        |                        |  |  |  |  |
|  |  |                                              |                                              |                                              |                                              |                                              |                                              |  |  |                                            |                                            |                                            |                                            |                                            |                                            |  |  |                            |                            |                            |                            |                            |                            |  |  |                              |                              |                              |                              |                              |                              |  |  |                              |                              |                              |                              |                              |                              |  |  |                             |                             |                             |                             |                             |                             |  |  |                         |                         |                         |                         |                         |                         |  |  |                        |                        |                        |                        |                        |                        |  |  |  |  |
|  |  |                                              |                                              |                                              |                                              |                                              |                                              |  |  |                                            |                                            |                                            |                                            |                                            |                                            |  |  |                            |                            |                            |                            |                            |                            |  |  |                              |                              |                              |                              |                              |                              |  |  |                              |                              |                              |                              |                              |                              |  |  |                             |                             |                             |                             |                             |                             |  |  |                         |                         |                         |                         |                         |                         |  |  |                        |                        |                        |                        |                        |                        |  |  |  |  |
|  |  | Helena de Borbó                              | Helena de Borbó                              | Helena de Borbó                              | Helena de Borbó                              | Helena de Borbó                              | Helena de Borbó                              |  |  | Jaime de Marichalar                        | Jaime de Marichalar                        | Jaime de Marichalar                        | Jaime de Marichalar                        | Jaime de Marichalar                        | Jaime de Marichalar                        |  |  |                            |                            |                            |                            |                            |                            |  |  | Cristina de Borbó            | Cristina de Borbó            | Cristina de Borbó            | Cristina de Borbó            | Cristina de Borbó            | Cristina de Borbó            |  |  | Iñaki Urdangarín             | Iñaki Urdangarín             | Iñaki Urdangarín             | Iñaki Urdangarín             | Iñaki Urdangarín             | Iñaki Urdangarín             |  |  |                             |                             |                             |                             |                             |                             |  |  | Felip VI                | Felip VI                | Felip VI                | Felip VI                | Felip VI                | Felip VI                |  |  | Letícia Ortiz          | Letícia Ortiz          | Letícia Ortiz          | Letícia Ortiz          | Letícia Ortiz          | Letícia Ortiz          |  |  |  |  |
|  |  | Helena de Borbó                              | Helena de Borbó                              | Helena de Borbó                              | Helena de Borbó                              | Helena de Borbó                              | Helena de Borbó                              |  |  | Jaime de Marichalar                        | Jaime de Marichalar                        | Jaime de Marichalar                        | Jaime de Marichalar                        | Jaime de Marichalar                        | Jaime de Marichalar                        |  |  |                            |                            |                            |                            |                            |                            |  |  | Cristina de Borbó            | Cristina de Borbó            | Cristina de Borbó            | Cristina de Borbó            | Cristina de Borbó            | Cristina de Borbó            |  |  | Iñaki Urdangarín             | Iñaki Urdangarín             | Iñaki Urdangarín             | Iñaki Urdangarín             | Iñaki Urdangarín             | Iñaki Urdangarín             |  |  |                             |                             |                             |                             |                             |                             |  |  | Felip VI                | Felip VI                | Felip VI                | Felip VI                | Felip VI                | Felip VI                |  |  | Letícia Ortiz          | Letícia Ortiz          | Letícia Ortiz          | Letícia Ortiz          | Letícia Ortiz          | Letícia Ortiz          |  |  |  |  |
|  |  |                                              |                                              |                                              |                                              |                                              |                                              |  |  |                                            |                                            |                                            |                                            |                                            |                                            |  |  |                            |                            |                            |                            |                            |                            |  |  |                              |                              |                              |                              |                              |                              |  |  |                              |                              |                              |                              |                              |                              |  |  |                             |                             |                             |                             |                             |                             |  |  |                         |                         |                         |                         |                         |                         |  |  |                        |                        |                        |                        |                        |                        |  |  |  |  |
|  |  |                                              |                                              |                                              |                                              |                                              |                                              |  |  |                                            |                                            |                                            |                                            |                                            |                                            |  |  |                            |                            |                            |                            |                            |                            |  |  |                              |                              |                              |                              |                              |                              |  |  |                              |                              |                              |                              |                              |                              |  |  |                             |                             |                             |                             |                             |                             |  |  |                         |                         |                         |                         |                         |                         |  |  |                        |                        |                        |                        |                        |                        |  |  |  |  |
|  |  | Felipe Juan Froilán de Marichalar i de Borbó | Felipe Juan Froilán de Marichalar i de Borbó | Felipe Juan Froilán de Marichalar i de Borbó | Felipe Juan Froilán de Marichalar i de Borbó | Felipe Juan Froilán de Marichalar i de Borbó | Felipe Juan Froilán de Marichalar i de Borbó |  |  | Victoria Federica de Marichalar i de Borbó | Victoria Federica de Marichalar i de Borbó | Victoria Federica de Marichalar i de Borbó | Victoria Federica de Marichalar i de Borbó | Victoria Federica de Marichalar i de Borbó | Victoria Federica de Marichalar i de Borbó |  |  | Juan Urdangarin i de Borbó | Juan Urdangarin i de Borbó | Juan Urdangarin i de Borbó | Juan Urdangarin i de Borbó | Juan Urdangarin i de Borbó | Juan Urdangarin i de Borbó |  |  | Pablo Urdangarin i de Borbón | Pablo Urdangarin i de Borbón | Pablo Urdangarin i de Borbón | Pablo Urdangarin i de Borbón | Pablo Urdangarin i de Borbón | Pablo Urdangarin i de Borbón |  |  | Miguel Urdangarin i de Borbó | Miguel Urdangarin i de Borbó | Miguel Urdangarin i de Borbó | Miguel Urdangarin i de Borbó | Miguel Urdangarin i de Borbó | Miguel Urdangarin i de Borbó |  |  | Irene Urdangarin i de Borbó | Irene Urdangarin i de Borbó | Irene Urdangarin i de Borbó | Irene Urdangarin i de Borbó | Irene Urdangarin i de Borbó | Irene Urdangarin i de Borbó |  |  | Leonor de Borbó i Ortiz | Leonor de Borbó i Ortiz | Leonor de Borbó i Ortiz | Leonor de Borbó i Ortiz | Leonor de Borbó i Ortiz | Leonor de Borbó i Ortiz |  |  | Sofia de Borbó i Ortiz | Sofia de Borbó i Ortiz | Sofia de Borbó i Ortiz | Sofia de Borbó i Ortiz | Sofia de Borbó i Ortiz | Sofia de Borbó i Ortiz |  |  |  |  |

D'altra banda, Albert Solà i Jiménez, empordanès nascut el 1956, i Ingrid Sartiau, belga nascuda el 1966, asseguren ser fills il·legítims de Joan Carles. Com a prova tenen els testimonis de les seves mares i les anàlisis genètiques que donen un 91% de probabilitat que siguin germans. El Tribunal Suprem no va admetre la demanda de reconeixement de paternitat perquè no s'havien aportat prou dades suficients (ATS 152/2015, de 24 de gener). En un segon cas, el Tribunal Suprem va admetre la demanda (ATS 163/2015, de 4 de febrer) i posteriorment es va retractar afirmant que no hi ha un principi de prova que justificara la continuació de la investigació (ATS 2252/2015, de 27 de març). Es van presentar recursos d'empara davant els dos casos i foren no admesos pel Tribunal Constitucional.
Al mes de juny de l'any 2020 s'acabaren filtrant les proves de paternitat que donaven un resultat positiu del 99,99% de coincidència entre Joan Carles I i Albert Solà.

### Aficions
Joan Carles va participar com a regatista en els Jocs Olímpics de Múnic 1972, competint en la classe Dragó amb la seva embarcació Fortuna. Els seus dos tripulants van ser Félix Gancedo i Gonzalo Fernández de Córdoba. Posteriorment va formar part de l'equip Bribón. Després de diverses dècades d'alta competició, incloent un breu retir entre 2011 i 2016, Joan Carles es va proclamar campió del món de vela el 2017, als 79 anys, en la categoria d'embarcacions clàssiques de 6 metres al Mundial de Vancouver (Canadà).
Una altra de les seves grans passions ha estat l'esquí, que li ha causat alguns contratemps.
A més de la vela i l'esquí, la seva tercera gran afició ha estat la caça, encara que aquesta ha suscitat freqüents polèmiques; així, a més de la desfermada arran del seu viatge a Botswana el 2012, el 8 d'octubre de 2004 va participar en una cacera d'ossos a Romania; el 2004 va pagar 7000 euros per matar a Polònia un dels últims bisons vius d'Europa; i el 2006, diversos mitjans de Rússia el van acusar d'haver matat un os drogat, el que va portar a l'obertura d'una investigació per part de les autoritats russes. La Casa del Rei va qualificar de «ridícules» tals informacions. Arran d'aquestes polèmiques, el 21 de juliol de 2012, la secció espanyola del Fons Mundial per a la Natura (WWF) va decidir retirar-li el càrrec de President d'Honor, càrrec que havia ocupat des de la fundació de l'ONG.
Durant un temps va ser radioaficionat.

### Relacions extramatrimonials
L'ex-coronel de l'Exèrcit espanyol, diplomat d'Estat Major, historiador militar i escriptor Amadeo Martínez Inglés atribuïa el 2008 a la monarquia joancarlista dues debilitats principals: d'una banda, «el ràpid (per no dir meteòric), incomprensible, i presumptament delictiu, enriquiment de la Casa Reial espanyola»; i, de l'altra, «l'escandalosa vida sentimental del seu titular, el rei Joan Carles I, que s'ha traduït al llarg dels anys en multitud de tèrboles relacions extramatrimonials». També l'íntim amic del monarca Manuel (sic) Bouza, per justificar aquesta actitud del rei Joan Carles, va comentar que un rei «està molt més exposat que qualsevol de nosaltres a assetjaments i propostes» i, a més, «ho tenia molt fàcil: la Corona impressiona amb la seva brillantor».
A la llarg de tot el seu regnat, Joan Carles ha mantingut diverses relacions sentimentals fora del matrimoni. A continuació se citen les més conegudes:
- Liliane Sartiau (institutriu). El romanç es va iniciar a París a la primavera de 1956. Després de gairebé deu anys de trobades esporàdiques, quan el llavors príncep ja era pare d'Helena i Cristina, Liliane va quedar embarassada d'una nena, Ingrid, que el 2012 va promoure una demanda en què pretenia que el monarca la reconegués com a filla natural. La seva petició va arribar fins al Tribunal Suprem, que finalment la va desestimar.[203][204]
- Marta Gayà (decoradora). Divorciada, procedia d'una acabalada família mallorquina d'ascendència catalana i filipina. La revista Tribuna va ser el primer mitjà en fer-se ressò, el 1990, de la «íntima amistat» que existia entre ells. Per a alguns mitjans, aquest ha estat el gran i veritable amor de Joan Carles. El seu entorn més proper els considerava una parella estable, «una mena de segon matrimoni».[205]
- Bárbara Rey (vedet). Va ser el llavors president de Govern, Adolfo Suárez, que li va presentar el 1976 en un acte de campanya del seu partit, Unió de Centre Democràtic. Bárbara Rey (pseudònim de María García García) era llavors una «actriu de pit i cuixa de bellesa impactant, molt sexy, amb les cames llargues, una veu sensual, una simpatia esquinçada, i un desvergonyiment ple de picardia».[206] Tots dos es solien citar en un pis ubicat en una urbanització de Boadilla del Monte, sempre sota el «control» i la «protecció» dels serveis de la seguretat de l'Estat, el Cesid (avui denominat CNI). El 1994 el rei tracta de trencar la relació, i llavors ella decideix fer-li xantatge amb vídeos de les seves trobades íntimes que havia gravat amb ajuda d'un familiar. L'extorsió va continuar fins a maig de 1996, en què el president José María Aznar va ordenar la paralització immediata dels pagaments. Bárbara Rey va oferir un acord definitiu: cobrar d'una sola vegada una «generosa liquidació» i oblidar-se per sempre de l'assumpte. El Govern temia, més que l'escàndol sexual, la revelació de secrets d'Estat que el rei hauria compartit amb ella en la intimitat, com el seu paper en el 23-F. (Sembla que, segons la periodista Rebeca Quintáns, una de les cintes havia registrat una trucada telefònica en què el monarca li hauria advertit: «Escolta, el dilluns, 23, procura no sortir de casa!, perquè pot passar alguna cosa ...»).[205] Davant el temor que l'escàndol forcés la fi de la legislatura i la seva acabada d'estrenar majoria absoluta, Aznar va accedir a les pretensions de l'actriu.[200] Segons antics alts comandaments del Cesid, els pagaments s'abonaven a través d'un compte del Kredietbank de Luxemburg i d'altres comptes opacs: «A Suïssa vam obrir comptes secrets a nom d'identitats falses i de societats interposades. Tant els diners com les joies i els regals es pagaven majoritàriament des de la pròpia Presidència del Govern amb càrrec als fons reservats».[nota 3][207]
- Sol Bacharach (empresària). Dona d'ampli currículum i dilatada vida professional,[208] visitava en ocasions el Palau de la Zarzuela en representació de l'associació internacional United World College, que ella havia fundat, però ningú sospitava de la relació fins que es van difondre els enregistraments de Corinna el 2015.[209] La relació va durar tres anys.
- Corinna Larsen (empresària). Joan Carles va conèixer a Corinna zu Sayn-Wittgenstein en una cacera al febrer de 2004, en la qual ella acudia en qualitat de directora gerent i relacions públiques de l'empresa organitzadora. Quan s'estava preparant el sopar, el monarca li va demanar: «Seu al meu costat, que aquesta és una meuca que ve a caçar-me».[210] Joan Carles s'enamora d'ella. Un mes i mig després, Manuel Prado y Colón de Carvajal, administrador de La Zarzuela, va ser empresonat per delictes econòmics i Corinna va passar a assumir algunes de les seves funcions. «De seguida [Joan Carles] es va posar a encarregar-li coses i, en poc temps, s'havia convertit en la seva consultora, ajudant personal, relacions públiques, mediadora ... Com Prado, Corinna zu Sayn-Wittgenstein gaudia de passaport diplomàtic». El rei es feia acompanyar per la seva amant en les seves trobades amb l'alta societat espanyola i, fins i tot, formant part del seu seguici en els viatges d'Estat. L'any 2004 va ajudar a Iñaki Urdangarín al València Summit, patrocinat per l'Institut Nóos, i va organitzar la lluna de mel del príncep Felip amb Letizia Ortiz per diversos països del món. Així mateix, va participar en operacions comercials per a grans empreses espanyoles, com l'OHL dels grans amics del rei, Juan Miguel Villar Mir, i de el príncep Felip, Javier López Madrid. Cobrava comissions d'entorn del 3%.[205] El 2010, a Joan Carles se li va detectar un nòdul en un pulmó i el monarca va pensar que es moriria de càncer. Encara que l'amor havia decaigut, l'alemanya va continuar al seu costat.[211] Afortunadament, el tumor era benigne. Després la relació sentimental i de negocis va remontar. La reina Sofia ja residia a Londres quan Corinna es va instal·lar a La Angorrilla, una casa de camp dins del complex de La Zarzuela.[212] La parella també passava llargues temporades en un dúplex de luxe que havia adquirit a Suïssa.[213] El 2012 va succeir l'accident de Botswana. La parella va posar punt final a la seva relació al novembre de l'any 2014.

### Problemes de salut
Joan Carles ha patit al llarg de la seva vida diversos de problemes de salut i contratemps físics que en nombroses ocasions l'han obligat a entrar al quiròfan:
- El 1954 va haver de ser operat d'apendicitis.
- El 21 de juny de 1981 va haver de ser operat d'urgència a conseqüència d'un cop contra una porta de vidre quan es disposava a banyar-se a la piscina del Palau de La Zarzuela, que li va produir un tall en el nervi radial.[215]
- El 3 de gener de 1983 va patir una fissura a la pelvis mentre esquiava a Gstaad (Suïssa), per la qual va haver d'estar tres mesos de baixa.[216]
- El 19 de juliol de 1985 va haver de ser intervingut novament per a extirpar-li una fibrosi conseqüència d'aquell accident d'esquí.[217]
- El 28 de desembre de 1991 va tenir un nou accident d'esquí a Baqueira-Beret en xocar amb un altre esquiador, després del qual va haver de ser operat del genoll, i això el va portar a estar quatre mesos de baixa.[218]
- El 8 de maig de 2010 li va ser extret un tumor benigne de pulmó.
- El 14 d'abril de 2012 va haver de ser operat d'urgència de trencament de maluc durant una cacera d'elefants a la qual havia estat convidat a Botswana.
- El 23 de novembre de 2012 va ser intervingut per a implantar-li una pròtesi en l'articulació del maluc esquerra.[219]
- El 3 de març de 2013 va ser operat de discopaties i d'estenosi de canal lumbar.[220]
- El 24 de setembre de 2013 va ser operat del maluc esquerre.[221]
- El 21 de novembre de 2013 va ser operat de nou del maluc esquerre per a substituir la pròtesi provisional implantada en l'anterior intervenció per una de definitiva.[222]
- El 25 d'agost de 2019 va haver de sotmetre's a una intervenció quirúrgica a cor obert per a practicar-li 3 bypass.[223]

## Títols, honors i nomenaments

### Durant el seu regnat

Escut d'armes personal de Joan Carles I.

La Constitució Espanyola de 1978, en el seu títol II, article 56, paràgraf 2, va designar el títol de «Rei »per a Joan Carles I, podent fer ús d'altres títols i dignitats, generalment referides a entitats històriques, i que han estat tradicionalment associades a la Corona espanyola:
- Rei d'Espanya.
- Rei de Castella, de Lleó, d'Aragó, de les Dues Sicilias (referit a Nàpols i Sicília), de Jerusalem, de Navarra, de Granada, de Toledo, de València, de Galícia, de Mallorca, de Sevilla, de Sardenya, de Còrdova, de Còrsega, de Múrcia, de Menorca, de Jaén, dels Algarves, d'Algesires, de Gibraltar, de les Illes Canàries, de les Índies Orientals i Occidentals i de les Illes i Terra Ferma del Mar Oceà.
- Arxiduc d'Àustria.
- Duc de Borgonya, de Brabant, de Milà, d'Atenes i de Neopàtria.
- Comte d'Habsburg, de Flandes, de Tirol, de l'Rosselló i de Barcelona.
- Senyor de Biscaia i de Molina.
- etc.[nota 5]

No obstant això, la majoria d'aquests títols tenen un caràcter merament honorífic. Altres títols i dignitats associats a titular de la Corona són els següents:
- Rei catòlic.
- Capità general de les Forces Armades i el seu comandant suprem.
- Gran mestre de l'Orde del Toisó d'Or.
- Gran mestre de l'Orde de Carles III.
- Gran mestre de l'Orde d'Isabel la Catòlica i de l'Ordre del Mèrit Civil.
- Gran mestre de l'Orde d'Alfons X el Savi.
- Gran mestre de l'Orde de Sant Ramon de Penyafort.
- Gran mestre de l'Orde de Cisneros.
- Gran mestre de les ordes militars de Montesa, Alcántara, Calatrava i Santiago, així com d'altres ordes militars menors o condecoracions d'Espanya.
- Gran mestre de la Reial Orde de Cavallers de Santa Maria del Puig.
- Cavaller de l'Orde de San Javier, de l'Orde de Sant Jenaro, de la Suprema Orde de la Santíssima Anunciació, de l'Orde de la Garrotera i de l'Orde de l'Imperi Britànic (des de 1988).
- Bailío gran creu de justícia amb collar de l'Orde Constantinià de Sant Jordi.
- Bailío gran creu d'honor i devoció de l'Orde de Malta.
- Gran collar de l'Orde de la Reina de Saba (Imperi etíop) i de l'Orde de Pahlavi (Imperi de l'Iran).
- Gran Cordó de la Suprema Orde del Crisantem de l'Estat del Japó.
- Orde de Juan Habita Fernández (Costa Rica).
- Cavaller gran creu de la Legió d'Honor i de l'Orde Nacional del Mèrit.
- Germà major de la Germandat del Sant Enterrament de Sevilla, Germandat del Sant Enterrament de Bollullos Par del Condado (Huelva), de la Reial Confraria del Sant Sepulcre i de la Soledat de Villarrobledo, de la Reial Confraria de el Sant Sepulcre de Medina del Campo (Valladolid), Reial Confraria La Presa de Hellín[226][227] i de les Reials Maestrances de cavalleria de Ronda, Granada, València, Sevilla i Saragossa.
- Membre de la Real Asociación de Hidalgos de España.
- Gran Creu de la Real Orden del Mérito Deportivo.[228]

Així mateix, va ser guanyador del Premi Carlemany el 1982 i del Premi Simón Bolívar el 1983, i ha rebut doctorats honoris causa en universitats com les de Bolonya (1988), Oxford (1986), Cambridge (1988), Harvard (1983), La Sorbona (1985) i de la Universitat de Buenos Aires (1978).

### Després del seu regnat
- Després abdicar, Joan Carles i Sofia mantenen amb caràcter honorífic i de forma vitalícia el títol de reis («reis emèrits»), i reben tractament de «majestat» i honors anàlegs als establerts per als hereus de la Corona.[229]
- Capità general en la reserva de les Forces armades espanyoles.

### Premis internacionals
- Premi Internacional Carlemany (1982).[230]
- Premi Félix Houphouët-Boigny per a la Recerca de la Pau de la Unesco (1994).[231]
- Medalla de la Democràcia, de la Universitat Yeshiva (1997).[232]
- Premi Estadista Mundial, de la Fundació Appeal of Conscience (1997).[233]
- Premi Estatal de la Federació Russa (2011).[234]

### Nomenaments en homenatge a Joan Carles
Nombrosos llocs, infraestructures i objectes han estat nomenats en homenatge a Joan Carles I, en la pròpia Espanya, així com a la resta de món. Entre els més significatius són: la Base Antàrtica Joan Carles I a l'illa Livingston (illes Shetland del Sud), el vaixell Juan Carlos I (L-61) (pertanyent a l'Armada Espanyola), el Parc Joan Carles I a Madrid, la Universitat Rei Joan Carles a Móstoles, i el The King Juan Carlos I of Spain Center a Nova York.

## Cinema i televisió
Al llarg dels anys, la figura de Joan Carles I s'ha convertit en personatge de pel·lícules i telefilms a Espanya, podent esmentar-se els següents:
- 20-N: Los últimos días de Franco (2008), interpretat per Fernando Cayo.
- 23-F: El día más difícil del rey (2009), interpretat per Lluís Homar.
- Adolfo Suárez, el presidente (2010), interpretat per Fernando Cayo.
- Alfonso, el príncipe maldito (2010), interpretat per Fernando Gil.
- Felipe y Letizia (2010), interpretat per Juanjo Puigcorbé.
- Tarancón, el quinto mandamiento (2010), interpretat per Álex Tormo.
- 23-F: la película (2011), interpretat per Fernando Cayo.
- Los días de gloria (2011), interpretat per Ángel Hidalgo.
- Sofía (2011), interpretat per Jorge Suquet.
- El Rey (2013), interpretat per Fernando Gil.[235]